# Ván hòa bất tử

Hình ảnh động về Ván cờ bất tử, một ván cờ vua được chơi vào năm 1872 tại Viên, Áo bởi Carl Hamppe và Philipp Meitner

Ván hòa bất tử là một ván đấu cờ vua diễn ra năm 1872 ở Viên giữa Carl Hamppe và Philipp Meitner. Khai cuộc được sử dụng trong ván là Ván cờ Viên, và diễn biến được chơi tiếp theo sau này đã được đặt tên là Phương án Hamppe–Meitner để vinh danh hai kỳ thủ. Ván đấu được chơi vào thế kỷ 19, thời kỳ của phong cách lãng mạn, trong đó sự phát triển lực lượng nhanh chóng kết hợp tấn công được xem là cách hiệu quả nhất để dẫn đến chiến thắng, kèm theo đó là sự xuất hiện của rất nhiều các phương án gambit và phản gambit, và yếu tố "vật chất" không được coi trọng (có thể hiểu là sẵn sàng hy sinh một hay nhiều quân nếu có thời cơ). Trong ván đấu này, mặc cho có một vài nước đi mà theo tiêu chuẩn ngày nay không phải là tốt nhất, nhưng nhờ những nước đi đó, cộng với những pha tấn công chớp nhoáng và những nỗ lực chống đỡ tài tình đã dẫn đến một ván cờ nổi tiếng và rất thú vị.
Cụ thể, bên Đen đã thí một số lượng quân rất lớn để buộc Vua Trắng liên tục phải di chuyển đến những vị trí nguy hiểm trong nỗ lực nhằm chiếu hết đối phương, nhưng Trắng cũng đã xử lý ngoạn mục qua đó thoát hiểm và ép hòa bởi chiếu vĩnh viễn.

## Diễn biến ván đấu
Người cầm quân Trắng: Carl Hamppe   Người cầm quân Đen: Philipp Meitner   Khai cuộc: Ván cờ Viên (ECO C25)
1. e4 e5 2. Mc3
Đây là Ván cờ Viên, lý thuyết về nó có sự đóng góp lớn của Hamppe, do đó đã có hai biến mang tên ông trong phương án Gambit Viên của khai cuộc này.
2... Tc5
|   | a | b | c | d | e | f | g | h |   |
| 8 | a8 black rook · b8 black knight · c8 black bishop · d8 black queen · e8 black king · g8 black knight · h8 black rook · a7 black pawn · b7 black pawn · c7 black pawn · d7 black pawn · f7 black pawn · g7 black pawn · h7 black pawn · e5 black pawn · a4 white knight · e4 white pawn · a2 white pawn · b2 white pawn · c2 white pawn · d2 white pawn · f2 black bishop · g2 white pawn · h2 white pawn · a1 white rook · c1 white bishop · d1 white queen · e1 white king · f1 white bishop · g1 white knight · h1 white rook | a8 black rook · b8 black knight · c8 black bishop · d8 black queen · e8 black king · g8 black knight · h8 black rook · a7 black pawn · b7 black pawn · c7 black pawn · d7 black pawn · f7 black pawn · g7 black pawn · h7 black pawn · e5 black pawn · a4 white knight · e4 white pawn · a2 white pawn · b2 white pawn · c2 white pawn · d2 white pawn · f2 black bishop · g2 white pawn · h2 white pawn · a1 white rook · c1 white bishop · d1 white queen · e1 white king · f1 white bishop · g1 white knight · h1 white rook | a8 black rook · b8 black knight · c8 black bishop · d8 black queen · e8 black king · g8 black knight · h8 black rook · a7 black pawn · b7 black pawn · c7 black pawn · d7 black pawn · f7 black pawn · g7 black pawn · h7 black pawn · e5 black pawn · a4 white knight · e4 white pawn · a2 white pawn · b2 white pawn · c2 white pawn · d2 white pawn · f2 black bishop · g2 white pawn · h2 white pawn · a1 white rook · c1 white bishop · d1 white queen · e1 white king · f1 white bishop · g1 white knight · h1 white rook | a8 black rook · b8 black knight · c8 black bishop · d8 black queen · e8 black king · g8 black knight · h8 black rook · a7 black pawn · b7 black pawn · c7 black pawn · d7 black pawn · f7 black pawn · g7 black pawn · h7 black pawn · e5 black pawn · a4 white knight · e4 white pawn · a2 white pawn · b2 white pawn · c2 white pawn · d2 white pawn · f2 black bishop · g2 white pawn · h2 white pawn · a1 white rook · c1 white bishop · d1 white queen · e1 white king · f1 white bishop · g1 white knight · h1 white rook | a8 black rook · b8 black knight · c8 black bishop · d8 black queen · e8 black king · g8 black knight · h8 black rook · a7 black pawn · b7 black pawn · c7 black pawn · d7 black pawn · f7 black pawn · g7 black pawn · h7 black pawn · e5 black pawn · a4 white knight · e4 white pawn · a2 white pawn · b2 white pawn · c2 white pawn · d2 white pawn · f2 black bishop · g2 white pawn · h2 white pawn · a1 white rook · c1 white bishop · d1 white queen · e1 white king · f1 white bishop · g1 white knight · h1 white rook | a8 black rook · b8 black knight · c8 black bishop · d8 black queen · e8 black king · g8 black knight · h8 black rook · a7 black pawn · b7 black pawn · c7 black pawn · d7 black pawn · f7 black pawn · g7 black pawn · h7 black pawn · e5 black pawn · a4 white knight · e4 white pawn · a2 white pawn · b2 white pawn · c2 white pawn · d2 white pawn · f2 black bishop · g2 white pawn · h2 white pawn · a1 white rook · c1 white bishop · d1 white queen · e1 white king · f1 white bishop · g1 white knight · h1 white rook | a8 black rook · b8 black knight · c8 black bishop · d8 black queen · e8 black king · g8 black knight · h8 black rook · a7 black pawn · b7 black pawn · c7 black pawn · d7 black pawn · f7 black pawn · g7 black pawn · h7 black pawn · e5 black pawn · a4 white knight · e4 white pawn · a2 white pawn · b2 white pawn · c2 white pawn · d2 white pawn · f2 black bishop · g2 white pawn · h2 white pawn · a1 white rook · c1 white bishop · d1 white queen · e1 white king · f1 white bishop · g1 white knight · h1 white rook | a8 black rook · b8 black knight · c8 black bishop · d8 black queen · e8 black king · g8 black knight · h8 black rook · a7 black pawn · b7 black pawn · c7 black pawn · d7 black pawn · f7 black pawn · g7 black pawn · h7 black pawn · e5 black pawn · a4 white knight · e4 white pawn · a2 white pawn · b2 white pawn · c2 white pawn · d2 white pawn · f2 black bishop · g2 white pawn · h2 white pawn · a1 white rook · c1 white bishop · d1 white queen · e1 white king · f1 white bishop · g1 white knight · h1 white rook | 8 |
| 7 | a8 black rook · b8 black knight · c8 black bishop · d8 black queen · e8 black king · g8 black knight · h8 black rook · a7 black pawn · b7 black pawn · c7 black pawn · d7 black pawn · f7 black pawn · g7 black pawn · h7 black pawn · e5 black pawn · a4 white knight · e4 white pawn · a2 white pawn · b2 white pawn · c2 white pawn · d2 white pawn · f2 black bishop · g2 white pawn · h2 white pawn · a1 white rook · c1 white bishop · d1 white queen · e1 white king · f1 white bishop · g1 white knight · h1 white rook | a8 black rook · b8 black knight · c8 black bishop · d8 black queen · e8 black king · g8 black knight · h8 black rook · a7 black pawn · b7 black pawn · c7 black pawn · d7 black pawn · f7 black pawn · g7 black pawn · h7 black pawn · e5 black pawn · a4 white knight · e4 white pawn · a2 white pawn · b2 white pawn · c2 white pawn · d2 white pawn · f2 black bishop · g2 white pawn · h2 white pawn · a1 white rook · c1 white bishop · d1 white queen · e1 white king · f1 white bishop · g1 white knight · h1 white rook | a8 black rook · b8 black knight · c8 black bishop · d8 black queen · e8 black king · g8 black knight · h8 black rook · a7 black pawn · b7 black pawn · c7 black pawn · d7 black pawn · f7 black pawn · g7 black pawn · h7 black pawn · e5 black pawn · a4 white knight · e4 white pawn · a2 white pawn · b2 white pawn · c2 white pawn · d2 white pawn · f2 black bishop · g2 white pawn · h2 white pawn · a1 white rook · c1 white bishop · d1 white queen · e1 white king · f1 white bishop · g1 white knight · h1 white rook | a8 black rook · b8 black knight · c8 black bishop · d8 black queen · e8 black king · g8 black knight · h8 black rook · a7 black pawn · b7 black pawn · c7 black pawn · d7 black pawn · f7 black pawn · g7 black pawn · h7 black pawn · e5 black pawn · a4 white knight · e4 white pawn · a2 white pawn · b2 white pawn · c2 white pawn · d2 white pawn · f2 black bishop · g2 white pawn · h2 white pawn · a1 white rook · c1 white bishop · d1 white queen · e1 white king · f1 white bishop · g1 white knight · h1 white rook | a8 black rook · b8 black knight · c8 black bishop · d8 black queen · e8 black king · g8 black knight · h8 black rook · a7 black pawn · b7 black pawn · c7 black pawn · d7 black pawn · f7 black pawn · g7 black pawn · h7 black pawn · e5 black pawn · a4 white knight · e4 white pawn · a2 white pawn · b2 white pawn · c2 white pawn · d2 white pawn · f2 black bishop · g2 white pawn · h2 white pawn · a1 white rook · c1 white bishop · d1 white queen · e1 white king · f1 white bishop · g1 white knight · h1 white rook | a8 black rook · b8 black knight · c8 black bishop · d8 black queen · e8 black king · g8 black knight · h8 black rook · a7 black pawn · b7 black pawn · c7 black pawn · d7 black pawn · f7 black pawn · g7 black pawn · h7 black pawn · e5 black pawn · a4 white knight · e4 white pawn · a2 white pawn · b2 white pawn · c2 white pawn · d2 white pawn · f2 black bishop · g2 white pawn · h2 white pawn · a1 white rook · c1 white bishop · d1 white queen · e1 white king · f1 white bishop · g1 white knight · h1 white rook | a8 black rook · b8 black knight · c8 black bishop · d8 black queen · e8 black king · g8 black knight · h8 black rook · a7 black pawn · b7 black pawn · c7 black pawn · d7 black pawn · f7 black pawn · g7 black pawn · h7 black pawn · e5 black pawn · a4 white knight · e4 white pawn · a2 white pawn · b2 white pawn · c2 white pawn · d2 white pawn · f2 black bishop · g2 white pawn · h2 white pawn · a1 white rook · c1 white bishop · d1 white queen · e1 white king · f1 white bishop · g1 white knight · h1 white rook | a8 black rook · b8 black knight · c8 black bishop · d8 black queen · e8 black king · g8 black knight · h8 black rook · a7 black pawn · b7 black pawn · c7 black pawn · d7 black pawn · f7 black pawn · g7 black pawn · h7 black pawn · e5 black pawn · a4 white knight · e4 white pawn · a2 white pawn · b2 white pawn · c2 white pawn · d2 white pawn · f2 black bishop · g2 white pawn · h2 white pawn · a1 white rook · c1 white bishop · d1 white queen · e1 white king · f1 white bishop · g1 white knight · h1 white rook | 7 |
| 6 | a8 black rook · b8 black knight · c8 black bishop · d8 black queen · e8 black king · g8 black knight · h8 black rook · a7 black pawn · b7 black pawn · c7 black pawn · d7 black pawn · f7 black pawn · g7 black pawn · h7 black pawn · e5 black pawn · a4 white knight · e4 white pawn · a2 white pawn · b2 white pawn · c2 white pawn · d2 white pawn · f2 black bishop · g2 white pawn · h2 white pawn · a1 white rook · c1 white bishop · d1 white queen · e1 white king · f1 white bishop · g1 white knight · h1 white rook | a8 black rook · b8 black knight · c8 black bishop · d8 black queen · e8 black king · g8 black knight · h8 black rook · a7 black pawn · b7 black pawn · c7 black pawn · d7 black pawn · f7 black pawn · g7 black pawn · h7 black pawn · e5 black pawn · a4 white knight · e4 white pawn · a2 white pawn · b2 white pawn · c2 white pawn · d2 white pawn · f2 black bishop · g2 white pawn · h2 white pawn · a1 white rook · c1 white bishop · d1 white queen · e1 white king · f1 white bishop · g1 white knight · h1 white rook | a8 black rook · b8 black knight · c8 black bishop · d8 black queen · e8 black king · g8 black knight · h8 black rook · a7 black pawn · b7 black pawn · c7 black pawn · d7 black pawn · f7 black pawn · g7 black pawn · h7 black pawn · e5 black pawn · a4 white knight · e4 white pawn · a2 white pawn · b2 white pawn · c2 white pawn · d2 white pawn · f2 black bishop · g2 white pawn · h2 white pawn · a1 white rook · c1 white bishop · d1 white queen · e1 white king · f1 white bishop · g1 white knight · h1 white rook | a8 black rook · b8 black knight · c8 black bishop · d8 black queen · e8 black king · g8 black knight · h8 black rook · a7 black pawn · b7 black pawn · c7 black pawn · d7 black pawn · f7 black pawn · g7 black pawn · h7 black pawn · e5 black pawn · a4 white knight · e4 white pawn · a2 white pawn · b2 white pawn · c2 white pawn · d2 white pawn · f2 black bishop · g2 white pawn · h2 white pawn · a1 white rook · c1 white bishop · d1 white queen · e1 white king · f1 white bishop · g1 white knight · h1 white rook | a8 black rook · b8 black knight · c8 black bishop · d8 black queen · e8 black king · g8 black knight · h8 black rook · a7 black pawn · b7 black pawn · c7 black pawn · d7 black pawn · f7 black pawn · g7 black pawn · h7 black pawn · e5 black pawn · a4 white knight · e4 white pawn · a2 white pawn · b2 white pawn · c2 white pawn · d2 white pawn · f2 black bishop · g2 white pawn · h2 white pawn · a1 white rook · c1 white bishop · d1 white queen · e1 white king · f1 white bishop · g1 white knight · h1 white rook | a8 black rook · b8 black knight · c8 black bishop · d8 black queen · e8 black king · g8 black knight · h8 black rook · a7 black pawn · b7 black pawn · c7 black pawn · d7 black pawn · f7 black pawn · g7 black pawn · h7 black pawn · e5 black pawn · a4 white knight · e4 white pawn · a2 white pawn · b2 white pawn · c2 white pawn · d2 white pawn · f2 black bishop · g2 white pawn · h2 white pawn · a1 white rook · c1 white bishop · d1 white queen · e1 white king · f1 white bishop · g1 white knight · h1 white rook | a8 black rook · b8 black knight · c8 black bishop · d8 black queen · e8 black king · g8 black knight · h8 black rook · a7 black pawn · b7 black pawn · c7 black pawn · d7 black pawn · f7 black pawn · g7 black pawn · h7 black pawn · e5 black pawn · a4 white knight · e4 white pawn · a2 white pawn · b2 white pawn · c2 white pawn · d2 white pawn · f2 black bishop · g2 white pawn · h2 white pawn · a1 white rook · c1 white bishop · d1 white queen · e1 white king · f1 white bishop · g1 white knight · h1 white rook | a8 black rook · b8 black knight · c8 black bishop · d8 black queen · e8 black king · g8 black knight · h8 black rook · a7 black pawn · b7 black pawn · c7 black pawn · d7 black pawn · f7 black pawn · g7 black pawn · h7 black pawn · e5 black pawn · a4 white knight · e4 white pawn · a2 white pawn · b2 white pawn · c2 white pawn · d2 white pawn · f2 black bishop · g2 white pawn · h2 white pawn · a1 white rook · c1 white bishop · d1 white queen · e1 white king · f1 white bishop · g1 white knight · h1 white rook | 6 |
| 5 | a8 black rook · b8 black knight · c8 black bishop · d8 black queen · e8 black king · g8 black knight · h8 black rook · a7 black pawn · b7 black pawn · c7 black pawn · d7 black pawn · f7 black pawn · g7 black pawn · h7 black pawn · e5 black pawn · a4 white knight · e4 white pawn · a2 white pawn · b2 white pawn · c2 white pawn · d2 white pawn · f2 black bishop · g2 white pawn · h2 white pawn · a1 white rook · c1 white bishop · d1 white queen · e1 white king · f1 white bishop · g1 white knight · h1 white rook | a8 black rook · b8 black knight · c8 black bishop · d8 black queen · e8 black king · g8 black knight · h8 black rook · a7 black pawn · b7 black pawn · c7 black pawn · d7 black pawn · f7 black pawn · g7 black pawn · h7 black pawn · e5 black pawn · a4 white knight · e4 white pawn · a2 white pawn · b2 white pawn · c2 white pawn · d2 white pawn · f2 black bishop · g2 white pawn · h2 white pawn · a1 white rook · c1 white bishop · d1 white queen · e1 white king · f1 white bishop · g1 white knight · h1 white rook | a8 black rook · b8 black knight · c8 black bishop · d8 black queen · e8 black king · g8 black knight · h8 black rook · a7 black pawn · b7 black pawn · c7 black pawn · d7 black pawn · f7 black pawn · g7 black pawn · h7 black pawn · e5 black pawn · a4 white knight · e4 white pawn · a2 white pawn · b2 white pawn · c2 white pawn · d2 white pawn · f2 black bishop · g2 white pawn · h2 white pawn · a1 white rook · c1 white bishop · d1 white queen · e1 white king · f1 white bishop · g1 white knight · h1 white rook | a8 black rook · b8 black knight · c8 black bishop · d8 black queen · e8 black king · g8 black knight · h8 black rook · a7 black pawn · b7 black pawn · c7 black pawn · d7 black pawn · f7 black pawn · g7 black pawn · h7 black pawn · e5 black pawn · a4 white knight · e4 white pawn · a2 white pawn · b2 white pawn · c2 white pawn · d2 white pawn · f2 black bishop · g2 white pawn · h2 white pawn · a1 white rook · c1 white bishop · d1 white queen · e1 white king · f1 white bishop · g1 white knight · h1 white rook | a8 black rook · b8 black knight · c8 black bishop · d8 black queen · e8 black king · g8 black knight · h8 black rook · a7 black pawn · b7 black pawn · c7 black pawn · d7 black pawn · f7 black pawn · g7 black pawn · h7 black pawn · e5 black pawn · a4 white knight · e4 white pawn · a2 white pawn · b2 white pawn · c2 white pawn · d2 white pawn · f2 black bishop · g2 white pawn · h2 white pawn · a1 white rook · c1 white bishop · d1 white queen · e1 white king · f1 white bishop · g1 white knight · h1 white rook | a8 black rook · b8 black knight · c8 black bishop · d8 black queen · e8 black king · g8 black knight · h8 black rook · a7 black pawn · b7 black pawn · c7 black pawn · d7 black pawn · f7 black pawn · g7 black pawn · h7 black pawn · e5 black pawn · a4 white knight · e4 white pawn · a2 white pawn · b2 white pawn · c2 white pawn · d2 white pawn · f2 black bishop · g2 white pawn · h2 white pawn · a1 white rook · c1 white bishop · d1 white queen · e1 white king · f1 white bishop · g1 white knight · h1 white rook | a8 black rook · b8 black knight · c8 black bishop · d8 black queen · e8 black king · g8 black knight · h8 black rook · a7 black pawn · b7 black pawn · c7 black pawn · d7 black pawn · f7 black pawn · g7 black pawn · h7 black pawn · e5 black pawn · a4 white knight · e4 white pawn · a2 white pawn · b2 white pawn · c2 white pawn · d2 white pawn · f2 black bishop · g2 white pawn · h2 white pawn · a1 white rook · c1 white bishop · d1 white queen · e1 white king · f1 white bishop · g1 white knight · h1 white rook | a8 black rook · b8 black knight · c8 black bishop · d8 black queen · e8 black king · g8 black knight · h8 black rook · a7 black pawn · b7 black pawn · c7 black pawn · d7 black pawn · f7 black pawn · g7 black pawn · h7 black pawn · e5 black pawn · a4 white knight · e4 white pawn · a2 white pawn · b2 white pawn · c2 white pawn · d2 white pawn · f2 black bishop · g2 white pawn · h2 white pawn · a1 white rook · c1 white bishop · d1 white queen · e1 white king · f1 white bishop · g1 white knight · h1 white rook | 5 |
| 4 | a8 black rook · b8 black knight · c8 black bishop · d8 black queen · e8 black king · g8 black knight · h8 black rook · a7 black pawn · b7 black pawn · c7 black pawn · d7 black pawn · f7 black pawn · g7 black pawn · h7 black pawn · e5 black pawn · a4 white knight · e4 white pawn · a2 white pawn · b2 white pawn · c2 white pawn · d2 white pawn · f2 black bishop · g2 white pawn · h2 white pawn · a1 white rook · c1 white bishop · d1 white queen · e1 white king · f1 white bishop · g1 white knight · h1 white rook | a8 black rook · b8 black knight · c8 black bishop · d8 black queen · e8 black king · g8 black knight · h8 black rook · a7 black pawn · b7 black pawn · c7 black pawn · d7 black pawn · f7 black pawn · g7 black pawn · h7 black pawn · e5 black pawn · a4 white knight · e4 white pawn · a2 white pawn · b2 white pawn · c2 white pawn · d2 white pawn · f2 black bishop · g2 white pawn · h2 white pawn · a1 white rook · c1 white bishop · d1 white queen · e1 white king · f1 white bishop · g1 white knight · h1 white rook | a8 black rook · b8 black knight · c8 black bishop · d8 black queen · e8 black king · g8 black knight · h8 black rook · a7 black pawn · b7 black pawn · c7 black pawn · d7 black pawn · f7 black pawn · g7 black pawn · h7 black pawn · e5 black pawn · a4 white knight · e4 white pawn · a2 white pawn · b2 white pawn · c2 white pawn · d2 white pawn · f2 black bishop · g2 white pawn · h2 white pawn · a1 white rook · c1 white bishop · d1 white queen · e1 white king · f1 white bishop · g1 white knight · h1 white rook | a8 black rook · b8 black knight · c8 black bishop · d8 black queen · e8 black king · g8 black knight · h8 black rook · a7 black pawn · b7 black pawn · c7 black pawn · d7 black pawn · f7 black pawn · g7 black pawn · h7 black pawn · e5 black pawn · a4 white knight · e4 white pawn · a2 white pawn · b2 white pawn · c2 white pawn · d2 white pawn · f2 black bishop · g2 white pawn · h2 white pawn · a1 white rook · c1 white bishop · d1 white queen · e1 white king · f1 white bishop · g1 white knight · h1 white rook | a8 black rook · b8 black knight · c8 black bishop · d8 black queen · e8 black king · g8 black knight · h8 black rook · a7 black pawn · b7 black pawn · c7 black pawn · d7 black pawn · f7 black pawn · g7 black pawn · h7 black pawn · e5 black pawn · a4 white knight · e4 white pawn · a2 white pawn · b2 white pawn · c2 white pawn · d2 white pawn · f2 black bishop · g2 white pawn · h2 white pawn · a1 white rook · c1 white bishop · d1 white queen · e1 white king · f1 white bishop · g1 white knight · h1 white rook | a8 black rook · b8 black knight · c8 black bishop · d8 black queen · e8 black king · g8 black knight · h8 black rook · a7 black pawn · b7 black pawn · c7 black pawn · d7 black pawn · f7 black pawn · g7 black pawn · h7 black pawn · e5 black pawn · a4 white knight · e4 white pawn · a2 white pawn · b2 white pawn · c2 white pawn · d2 white pawn · f2 black bishop · g2 white pawn · h2 white pawn · a1 white rook · c1 white bishop · d1 white queen · e1 white king · f1 white bishop · g1 white knight · h1 white rook | a8 black rook · b8 black knight · c8 black bishop · d8 black queen · e8 black king · g8 black knight · h8 black rook · a7 black pawn · b7 black pawn · c7 black pawn · d7 black pawn · f7 black pawn · g7 black pawn · h7 black pawn · e5 black pawn · a4 white knight · e4 white pawn · a2 white pawn · b2 white pawn · c2 white pawn · d2 white pawn · f2 black bishop · g2 white pawn · h2 white pawn · a1 white rook · c1 white bishop · d1 white queen · e1 white king · f1 white bishop · g1 white knight · h1 white rook | a8 black rook · b8 black knight · c8 black bishop · d8 black queen · e8 black king · g8 black knight · h8 black rook · a7 black pawn · b7 black pawn · c7 black pawn · d7 black pawn · f7 black pawn · g7 black pawn · h7 black pawn · e5 black pawn · a4 white knight · e4 white pawn · a2 white pawn · b2 white pawn · c2 white pawn · d2 white pawn · f2 black bishop · g2 white pawn · h2 white pawn · a1 white rook · c1 white bishop · d1 white queen · e1 white king · f1 white bishop · g1 white knight · h1 white rook | 4 |
| 3 | a8 black rook · b8 black knight · c8 black bishop · d8 black queen · e8 black king · g8 black knight · h8 black rook · a7 black pawn · b7 black pawn · c7 black pawn · d7 black pawn · f7 black pawn · g7 black pawn · h7 black pawn · e5 black pawn · a4 white knight · e4 white pawn · a2 white pawn · b2 white pawn · c2 white pawn · d2 white pawn · f2 black bishop · g2 white pawn · h2 white pawn · a1 white rook · c1 white bishop · d1 white queen · e1 white king · f1 white bishop · g1 white knight · h1 white rook | a8 black rook · b8 black knight · c8 black bishop · d8 black queen · e8 black king · g8 black knight · h8 black rook · a7 black pawn · b7 black pawn · c7 black pawn · d7 black pawn · f7 black pawn · g7 black pawn · h7 black pawn · e5 black pawn · a4 white knight · e4 white pawn · a2 white pawn · b2 white pawn · c2 white pawn · d2 white pawn · f2 black bishop · g2 white pawn · h2 white pawn · a1 white rook · c1 white bishop · d1 white queen · e1 white king · f1 white bishop · g1 white knight · h1 white rook | a8 black rook · b8 black knight · c8 black bishop · d8 black queen · e8 black king · g8 black knight · h8 black rook · a7 black pawn · b7 black pawn · c7 black pawn · d7 black pawn · f7 black pawn · g7 black pawn · h7 black pawn · e5 black pawn · a4 white knight · e4 white pawn · a2 white pawn · b2 white pawn · c2 white pawn · d2 white pawn · f2 black bishop · g2 white pawn · h2 white pawn · a1 white rook · c1 white bishop · d1 white queen · e1 white king · f1 white bishop · g1 white knight · h1 white rook | a8 black rook · b8 black knight · c8 black bishop · d8 black queen · e8 black king · g8 black knight · h8 black rook · a7 black pawn · b7 black pawn · c7 black pawn · d7 black pawn · f7 black pawn · g7 black pawn · h7 black pawn · e5 black pawn · a4 white knight · e4 white pawn · a2 white pawn · b2 white pawn · c2 white pawn · d2 white pawn · f2 black bishop · g2 white pawn · h2 white pawn · a1 white rook · c1 white bishop · d1 white queen · e1 white king · f1 white bishop · g1 white knight · h1 white rook | a8 black rook · b8 black knight · c8 black bishop · d8 black queen · e8 black king · g8 black knight · h8 black rook · a7 black pawn · b7 black pawn · c7 black pawn · d7 black pawn · f7 black pawn · g7 black pawn · h7 black pawn · e5 black pawn · a4 white knight · e4 white pawn · a2 white pawn · b2 white pawn · c2 white pawn · d2 white pawn · f2 black bishop · g2 white pawn · h2 white pawn · a1 white rook · c1 white bishop · d1 white queen · e1 white king · f1 white bishop · g1 white knight · h1 white rook | a8 black rook · b8 black knight · c8 black bishop · d8 black queen · e8 black king · g8 black knight · h8 black rook · a7 black pawn · b7 black pawn · c7 black pawn · d7 black pawn · f7 black pawn · g7 black pawn · h7 black pawn · e5 black pawn · a4 white knight · e4 white pawn · a2 white pawn · b2 white pawn · c2 white pawn · d2 white pawn · f2 black bishop · g2 white pawn · h2 white pawn · a1 white rook · c1 white bishop · d1 white queen · e1 white king · f1 white bishop · g1 white knight · h1 white rook | a8 black rook · b8 black knight · c8 black bishop · d8 black queen · e8 black king · g8 black knight · h8 black rook · a7 black pawn · b7 black pawn · c7 black pawn · d7 black pawn · f7 black pawn · g7 black pawn · h7 black pawn · e5 black pawn · a4 white knight · e4 white pawn · a2 white pawn · b2 white pawn · c2 white pawn · d2 white pawn · f2 black bishop · g2 white pawn · h2 white pawn · a1 white rook · c1 white bishop · d1 white queen · e1 white king · f1 white bishop · g1 white knight · h1 white rook | a8 black rook · b8 black knight · c8 black bishop · d8 black queen · e8 black king · g8 black knight · h8 black rook · a7 black pawn · b7 black pawn · c7 black pawn · d7 black pawn · f7 black pawn · g7 black pawn · h7 black pawn · e5 black pawn · a4 white knight · e4 white pawn · a2 white pawn · b2 white pawn · c2 white pawn · d2 white pawn · f2 black bishop · g2 white pawn · h2 white pawn · a1 white rook · c1 white bishop · d1 white queen · e1 white king · f1 white bishop · g1 white knight · h1 white rook | 3 |
| 2 | a8 black rook · b8 black knight · c8 black bishop · d8 black queen · e8 black king · g8 black knight · h8 black rook · a7 black pawn · b7 black pawn · c7 black pawn · d7 black pawn · f7 black pawn · g7 black pawn · h7 black pawn · e5 black pawn · a4 white knight · e4 white pawn · a2 white pawn · b2 white pawn · c2 white pawn · d2 white pawn · f2 black bishop · g2 white pawn · h2 white pawn · a1 white rook · c1 white bishop · d1 white queen · e1 white king · f1 white bishop · g1 white knight · h1 white rook | a8 black rook · b8 black knight · c8 black bishop · d8 black queen · e8 black king · g8 black knight · h8 black rook · a7 black pawn · b7 black pawn · c7 black pawn · d7 black pawn · f7 black pawn · g7 black pawn · h7 black pawn · e5 black pawn · a4 white knight · e4 white pawn · a2 white pawn · b2 white pawn · c2 white pawn · d2 white pawn · f2 black bishop · g2 white pawn · h2 white pawn · a1 white rook · c1 white bishop · d1 white queen · e1 white king · f1 white bishop · g1 white knight · h1 white rook | a8 black rook · b8 black knight · c8 black bishop · d8 black queen · e8 black king · g8 black knight · h8 black rook · a7 black pawn · b7 black pawn · c7 black pawn · d7 black pawn · f7 black pawn · g7 black pawn · h7 black pawn · e5 black pawn · a4 white knight · e4 white pawn · a2 white pawn · b2 white pawn · c2 white pawn · d2 white pawn · f2 black bishop · g2 white pawn · h2 white pawn · a1 white rook · c1 white bishop · d1 white queen · e1 white king · f1 white bishop · g1 white knight · h1 white rook | a8 black rook · b8 black knight · c8 black bishop · d8 black queen · e8 black king · g8 black knight · h8 black rook · a7 black pawn · b7 black pawn · c7 black pawn · d7 black pawn · f7 black pawn · g7 black pawn · h7 black pawn · e5 black pawn · a4 white knight · e4 white pawn · a2 white pawn · b2 white pawn · c2 white pawn · d2 white pawn · f2 black bishop · g2 white pawn · h2 white pawn · a1 white rook · c1 white bishop · d1 white queen · e1 white king · f1 white bishop · g1 white knight · h1 white rook | a8 black rook · b8 black knight · c8 black bishop · d8 black queen · e8 black king · g8 black knight · h8 black rook · a7 black pawn · b7 black pawn · c7 black pawn · d7 black pawn · f7 black pawn · g7 black pawn · h7 black pawn · e5 black pawn · a4 white knight · e4 white pawn · a2 white pawn · b2 white pawn · c2 white pawn · d2 white pawn · f2 black bishop · g2 white pawn · h2 white pawn · a1 white rook · c1 white bishop · d1 white queen · e1 white king · f1 white bishop · g1 white knight · h1 white rook | a8 black rook · b8 black knight · c8 black bishop · d8 black queen · e8 black king · g8 black knight · h8 black rook · a7 black pawn · b7 black pawn · c7 black pawn · d7 black pawn · f7 black pawn · g7 black pawn · h7 black pawn · e5 black pawn · a4 white knight · e4 white pawn · a2 white pawn · b2 white pawn · c2 white pawn · d2 white pawn · f2 black bishop · g2 white pawn · h2 white pawn · a1 white rook · c1 white bishop · d1 white queen · e1 white king · f1 white bishop · g1 white knight · h1 white rook | a8 black rook · b8 black knight · c8 black bishop · d8 black queen · e8 black king · g8 black knight · h8 black rook · a7 black pawn · b7 black pawn · c7 black pawn · d7 black pawn · f7 black pawn · g7 black pawn · h7 black pawn · e5 black pawn · a4 white knight · e4 white pawn · a2 white pawn · b2 white pawn · c2 white pawn · d2 white pawn · f2 black bishop · g2 white pawn · h2 white pawn · a1 white rook · c1 white bishop · d1 white queen · e1 white king · f1 white bishop · g1 white knight · h1 white rook | a8 black rook · b8 black knight · c8 black bishop · d8 black queen · e8 black king · g8 black knight · h8 black rook · a7 black pawn · b7 black pawn · c7 black pawn · d7 black pawn · f7 black pawn · g7 black pawn · h7 black pawn · e5 black pawn · a4 white knight · e4 white pawn · a2 white pawn · b2 white pawn · c2 white pawn · d2 white pawn · f2 black bishop · g2 white pawn · h2 white pawn · a1 white rook · c1 white bishop · d1 white queen · e1 white king · f1 white bishop · g1 white knight · h1 white rook | 2 |
| 1 | a8 black rook · b8 black knight · c8 black bishop · d8 black queen · e8 black king · g8 black knight · h8 black rook · a7 black pawn · b7 black pawn · c7 black pawn · d7 black pawn · f7 black pawn · g7 black pawn · h7 black pawn · e5 black pawn · a4 white knight · e4 white pawn · a2 white pawn · b2 white pawn · c2 white pawn · d2 white pawn · f2 black bishop · g2 white pawn · h2 white pawn · a1 white rook · c1 white bishop · d1 white queen · e1 white king · f1 white bishop · g1 white knight · h1 white rook | a8 black rook · b8 black knight · c8 black bishop · d8 black queen · e8 black king · g8 black knight · h8 black rook · a7 black pawn · b7 black pawn · c7 black pawn · d7 black pawn · f7 black pawn · g7 black pawn · h7 black pawn · e5 black pawn · a4 white knight · e4 white pawn · a2 white pawn · b2 white pawn · c2 white pawn · d2 white pawn · f2 black bishop · g2 white pawn · h2 white pawn · a1 white rook · c1 white bishop · d1 white queen · e1 white king · f1 white bishop · g1 white knight · h1 white rook | a8 black rook · b8 black knight · c8 black bishop · d8 black queen · e8 black king · g8 black knight · h8 black rook · a7 black pawn · b7 black pawn · c7 black pawn · d7 black pawn · f7 black pawn · g7 black pawn · h7 black pawn · e5 black pawn · a4 white knight · e4 white pawn · a2 white pawn · b2 white pawn · c2 white pawn · d2 white pawn · f2 black bishop · g2 white pawn · h2 white pawn · a1 white rook · c1 white bishop · d1 white queen · e1 white king · f1 white bishop · g1 white knight · h1 white rook | a8 black rook · b8 black knight · c8 black bishop · d8 black queen · e8 black king · g8 black knight · h8 black rook · a7 black pawn · b7 black pawn · c7 black pawn · d7 black pawn · f7 black pawn · g7 black pawn · h7 black pawn · e5 black pawn · a4 white knight · e4 white pawn · a2 white pawn · b2 white pawn · c2 white pawn · d2 white pawn · f2 black bishop · g2 white pawn · h2 white pawn · a1 white rook · c1 white bishop · d1 white queen · e1 white king · f1 white bishop · g1 white knight · h1 white rook | a8 black rook · b8 black knight · c8 black bishop · d8 black queen · e8 black king · g8 black knight · h8 black rook · a7 black pawn · b7 black pawn · c7 black pawn · d7 black pawn · f7 black pawn · g7 black pawn · h7 black pawn · e5 black pawn · a4 white knight · e4 white pawn · a2 white pawn · b2 white pawn · c2 white pawn · d2 white pawn · f2 black bishop · g2 white pawn · h2 white pawn · a1 white rook · c1 white bishop · d1 white queen · e1 white king · f1 white bishop · g1 white knight · h1 white rook | a8 black rook · b8 black knight · c8 black bishop · d8 black queen · e8 black king · g8 black knight · h8 black rook · a7 black pawn · b7 black pawn · c7 black pawn · d7 black pawn · f7 black pawn · g7 black pawn · h7 black pawn · e5 black pawn · a4 white knight · e4 white pawn · a2 white pawn · b2 white pawn · c2 white pawn · d2 white pawn · f2 black bishop · g2 white pawn · h2 white pawn · a1 white rook · c1 white bishop · d1 white queen · e1 white king · f1 white bishop · g1 white knight · h1 white rook | a8 black rook · b8 black knight · c8 black bishop · d8 black queen · e8 black king · g8 black knight · h8 black rook · a7 black pawn · b7 black pawn · c7 black pawn · d7 black pawn · f7 black pawn · g7 black pawn · h7 black pawn · e5 black pawn · a4 white knight · e4 white pawn · a2 white pawn · b2 white pawn · c2 white pawn · d2 white pawn · f2 black bishop · g2 white pawn · h2 white pawn · a1 white rook · c1 white bishop · d1 white queen · e1 white king · f1 white bishop · g1 white knight · h1 white rook | a8 black rook · b8 black knight · c8 black bishop · d8 black queen · e8 black king · g8 black knight · h8 black rook · a7 black pawn · b7 black pawn · c7 black pawn · d7 black pawn · f7 black pawn · g7 black pawn · h7 black pawn · e5 black pawn · a4 white knight · e4 white pawn · a2 white pawn · b2 white pawn · c2 white pawn · d2 white pawn · f2 black bishop · g2 white pawn · h2 white pawn · a1 white rook · c1 white bishop · d1 white queen · e1 white king · f1 white bishop · g1 white knight · h1 white rook | 1 |
|   | a | b | c | d | e | f | g | h |   |

2...Mf6 là nước phổ biến hơn. 2...Tc5, nước đi này là hơi bất thường, nhưng hoàn toàn có thể chơi được.
3. Ma4?!
Mạnh hơn là 3.Mf3! d6 4.d4 và Trắng sẽ có được chút lợi thế. 3. Ma4?!, ý đồ tấn công Tượng, buộc đổi quân hoặc Đen phải đưa Tượng về vị trí kém tích cực hơn. Động thái này là quá sớm dù cho rất nhiều diễn biến của Ván cờ Viên Trắng cũng dùng nước đi này nhằm có được lợi thế cặp Tượng. Đen sẽ thường lui Tượng về e7, và lúc này vị trí của Mã ở a4 trở nên kém tích cực.
3... Txf2+!?
3...Te7 sẽ là tốt hơn và ít rủi ro hơn, đặc biệt với thực tế là sau nước đi này Trắng sẽ thắng nếu họ chơi những nước tiếp theo chính xác nhất.
4. Vxf2
Bắt buộc.
4... Hh4+ 5. Ve3
Bắt buộc.
5... Hf4+ 6. Vd3 d5 7. Vc3!
7.He1 thường là sự lựa chọn phản bác lại 7.Vc3, với lập luận 7...dxe4+? 8.Vc3 e3?! 9.Vb3! Te6+ 10.Va3, và lúc này Đen không còn gì. Nhưng Đen sẽ không chơi 7...dxe4+?, họ chọn nước mạnh hơn 7...Mf6! 8.g3! dxe4+ 9.Vc3 Hg4 10.Th3 Md5+ 11.Vb3 Mc6!! (11...Hg6!? không rõ ràng) 12.Txg4! Ma5+ 13.Va3 Mc4+ 14.Vb3 Ma5+, hòa bởi chiếu vĩnh viễn.
7... Hxe4 8. Vb3
Có lẽ tốt hơn cho Trắng là 8.d4!? exd4+ 9.Hxd4!! He1+ 10.Td2! Hxa1 11.Mf3 Hxa2 (một lựa chọn khác là 11...Mc6!? 12.Hxg7 Te6 13.Mc5! 0-0-0 14.Mxe6 fxe6 15.Hxh8 Hxa2 16.Tg5 và Trắng có ưu thế lớn) 12.Hxg7 Hxa4 13.Hxh8 d4+ 14.Mxd4 Ha5+ 15.Vb3 Hxd2 16.Hxg8+ Ve7 17.Hxc8 Hxd4 18.Tc4! và Trắng có ưu thế thắng, nhưng họ sẽ cần phải tìm ra vài nước rất khó.
|   | a | b | c | d | e | f | g | h |   |
| 8 | a8 black rook · c8 black bishop · e8 black king · g8 black knight · h8 black rook · a7 black pawn · b7 black pawn · c7 black pawn · f7 black pawn · g7 black pawn · h7 black pawn · a6 black knight · d5 black pawn · e5 black pawn · a4 white knight · e4 black queen · a3 white pawn · b3 white king · b2 white pawn · c2 white pawn · d2 white pawn · g2 white pawn · h2 white pawn · a1 white rook · c1 white bishop · d1 white queen · f1 white bishop · g1 white knight · h1 white rook | a8 black rook · c8 black bishop · e8 black king · g8 black knight · h8 black rook · a7 black pawn · b7 black pawn · c7 black pawn · f7 black pawn · g7 black pawn · h7 black pawn · a6 black knight · d5 black pawn · e5 black pawn · a4 white knight · e4 black queen · a3 white pawn · b3 white king · b2 white pawn · c2 white pawn · d2 white pawn · g2 white pawn · h2 white pawn · a1 white rook · c1 white bishop · d1 white queen · f1 white bishop · g1 white knight · h1 white rook | a8 black rook · c8 black bishop · e8 black king · g8 black knight · h8 black rook · a7 black pawn · b7 black pawn · c7 black pawn · f7 black pawn · g7 black pawn · h7 black pawn · a6 black knight · d5 black pawn · e5 black pawn · a4 white knight · e4 black queen · a3 white pawn · b3 white king · b2 white pawn · c2 white pawn · d2 white pawn · g2 white pawn · h2 white pawn · a1 white rook · c1 white bishop · d1 white queen · f1 white bishop · g1 white knight · h1 white rook | a8 black rook · c8 black bishop · e8 black king · g8 black knight · h8 black rook · a7 black pawn · b7 black pawn · c7 black pawn · f7 black pawn · g7 black pawn · h7 black pawn · a6 black knight · d5 black pawn · e5 black pawn · a4 white knight · e4 black queen · a3 white pawn · b3 white king · b2 white pawn · c2 white pawn · d2 white pawn · g2 white pawn · h2 white pawn · a1 white rook · c1 white bishop · d1 white queen · f1 white bishop · g1 white knight · h1 white rook | a8 black rook · c8 black bishop · e8 black king · g8 black knight · h8 black rook · a7 black pawn · b7 black pawn · c7 black pawn · f7 black pawn · g7 black pawn · h7 black pawn · a6 black knight · d5 black pawn · e5 black pawn · a4 white knight · e4 black queen · a3 white pawn · b3 white king · b2 white pawn · c2 white pawn · d2 white pawn · g2 white pawn · h2 white pawn · a1 white rook · c1 white bishop · d1 white queen · f1 white bishop · g1 white knight · h1 white rook | a8 black rook · c8 black bishop · e8 black king · g8 black knight · h8 black rook · a7 black pawn · b7 black pawn · c7 black pawn · f7 black pawn · g7 black pawn · h7 black pawn · a6 black knight · d5 black pawn · e5 black pawn · a4 white knight · e4 black queen · a3 white pawn · b3 white king · b2 white pawn · c2 white pawn · d2 white pawn · g2 white pawn · h2 white pawn · a1 white rook · c1 white bishop · d1 white queen · f1 white bishop · g1 white knight · h1 white rook | a8 black rook · c8 black bishop · e8 black king · g8 black knight · h8 black rook · a7 black pawn · b7 black pawn · c7 black pawn · f7 black pawn · g7 black pawn · h7 black pawn · a6 black knight · d5 black pawn · e5 black pawn · a4 white knight · e4 black queen · a3 white pawn · b3 white king · b2 white pawn · c2 white pawn · d2 white pawn · g2 white pawn · h2 white pawn · a1 white rook · c1 white bishop · d1 white queen · f1 white bishop · g1 white knight · h1 white rook | a8 black rook · c8 black bishop · e8 black king · g8 black knight · h8 black rook · a7 black pawn · b7 black pawn · c7 black pawn · f7 black pawn · g7 black pawn · h7 black pawn · a6 black knight · d5 black pawn · e5 black pawn · a4 white knight · e4 black queen · a3 white pawn · b3 white king · b2 white pawn · c2 white pawn · d2 white pawn · g2 white pawn · h2 white pawn · a1 white rook · c1 white bishop · d1 white queen · f1 white bishop · g1 white knight · h1 white rook | 8 |
| 7 | a8 black rook · c8 black bishop · e8 black king · g8 black knight · h8 black rook · a7 black pawn · b7 black pawn · c7 black pawn · f7 black pawn · g7 black pawn · h7 black pawn · a6 black knight · d5 black pawn · e5 black pawn · a4 white knight · e4 black queen · a3 white pawn · b3 white king · b2 white pawn · c2 white pawn · d2 white pawn · g2 white pawn · h2 white pawn · a1 white rook · c1 white bishop · d1 white queen · f1 white bishop · g1 white knight · h1 white rook | a8 black rook · c8 black bishop · e8 black king · g8 black knight · h8 black rook · a7 black pawn · b7 black pawn · c7 black pawn · f7 black pawn · g7 black pawn · h7 black pawn · a6 black knight · d5 black pawn · e5 black pawn · a4 white knight · e4 black queen · a3 white pawn · b3 white king · b2 white pawn · c2 white pawn · d2 white pawn · g2 white pawn · h2 white pawn · a1 white rook · c1 white bishop · d1 white queen · f1 white bishop · g1 white knight · h1 white rook | a8 black rook · c8 black bishop · e8 black king · g8 black knight · h8 black rook · a7 black pawn · b7 black pawn · c7 black pawn · f7 black pawn · g7 black pawn · h7 black pawn · a6 black knight · d5 black pawn · e5 black pawn · a4 white knight · e4 black queen · a3 white pawn · b3 white king · b2 white pawn · c2 white pawn · d2 white pawn · g2 white pawn · h2 white pawn · a1 white rook · c1 white bishop · d1 white queen · f1 white bishop · g1 white knight · h1 white rook | a8 black rook · c8 black bishop · e8 black king · g8 black knight · h8 black rook · a7 black pawn · b7 black pawn · c7 black pawn · f7 black pawn · g7 black pawn · h7 black pawn · a6 black knight · d5 black pawn · e5 black pawn · a4 white knight · e4 black queen · a3 white pawn · b3 white king · b2 white pawn · c2 white pawn · d2 white pawn · g2 white pawn · h2 white pawn · a1 white rook · c1 white bishop · d1 white queen · f1 white bishop · g1 white knight · h1 white rook | a8 black rook · c8 black bishop · e8 black king · g8 black knight · h8 black rook · a7 black pawn · b7 black pawn · c7 black pawn · f7 black pawn · g7 black pawn · h7 black pawn · a6 black knight · d5 black pawn · e5 black pawn · a4 white knight · e4 black queen · a3 white pawn · b3 white king · b2 white pawn · c2 white pawn · d2 white pawn · g2 white pawn · h2 white pawn · a1 white rook · c1 white bishop · d1 white queen · f1 white bishop · g1 white knight · h1 white rook | a8 black rook · c8 black bishop · e8 black king · g8 black knight · h8 black rook · a7 black pawn · b7 black pawn · c7 black pawn · f7 black pawn · g7 black pawn · h7 black pawn · a6 black knight · d5 black pawn · e5 black pawn · a4 white knight · e4 black queen · a3 white pawn · b3 white king · b2 white pawn · c2 white pawn · d2 white pawn · g2 white pawn · h2 white pawn · a1 white rook · c1 white bishop · d1 white queen · f1 white bishop · g1 white knight · h1 white rook | a8 black rook · c8 black bishop · e8 black king · g8 black knight · h8 black rook · a7 black pawn · b7 black pawn · c7 black pawn · f7 black pawn · g7 black pawn · h7 black pawn · a6 black knight · d5 black pawn · e5 black pawn · a4 white knight · e4 black queen · a3 white pawn · b3 white king · b2 white pawn · c2 white pawn · d2 white pawn · g2 white pawn · h2 white pawn · a1 white rook · c1 white bishop · d1 white queen · f1 white bishop · g1 white knight · h1 white rook | a8 black rook · c8 black bishop · e8 black king · g8 black knight · h8 black rook · a7 black pawn · b7 black pawn · c7 black pawn · f7 black pawn · g7 black pawn · h7 black pawn · a6 black knight · d5 black pawn · e5 black pawn · a4 white knight · e4 black queen · a3 white pawn · b3 white king · b2 white pawn · c2 white pawn · d2 white pawn · g2 white pawn · h2 white pawn · a1 white rook · c1 white bishop · d1 white queen · f1 white bishop · g1 white knight · h1 white rook | 7 |
| 6 | a8 black rook · c8 black bishop · e8 black king · g8 black knight · h8 black rook · a7 black pawn · b7 black pawn · c7 black pawn · f7 black pawn · g7 black pawn · h7 black pawn · a6 black knight · d5 black pawn · e5 black pawn · a4 white knight · e4 black queen · a3 white pawn · b3 white king · b2 white pawn · c2 white pawn · d2 white pawn · g2 white pawn · h2 white pawn · a1 white rook · c1 white bishop · d1 white queen · f1 white bishop · g1 white knight · h1 white rook | a8 black rook · c8 black bishop · e8 black king · g8 black knight · h8 black rook · a7 black pawn · b7 black pawn · c7 black pawn · f7 black pawn · g7 black pawn · h7 black pawn · a6 black knight · d5 black pawn · e5 black pawn · a4 white knight · e4 black queen · a3 white pawn · b3 white king · b2 white pawn · c2 white pawn · d2 white pawn · g2 white pawn · h2 white pawn · a1 white rook · c1 white bishop · d1 white queen · f1 white bishop · g1 white knight · h1 white rook | a8 black rook · c8 black bishop · e8 black king · g8 black knight · h8 black rook · a7 black pawn · b7 black pawn · c7 black pawn · f7 black pawn · g7 black pawn · h7 black pawn · a6 black knight · d5 black pawn · e5 black pawn · a4 white knight · e4 black queen · a3 white pawn · b3 white king · b2 white pawn · c2 white pawn · d2 white pawn · g2 white pawn · h2 white pawn · a1 white rook · c1 white bishop · d1 white queen · f1 white bishop · g1 white knight · h1 white rook | a8 black rook · c8 black bishop · e8 black king · g8 black knight · h8 black rook · a7 black pawn · b7 black pawn · c7 black pawn · f7 black pawn · g7 black pawn · h7 black pawn · a6 black knight · d5 black pawn · e5 black pawn · a4 white knight · e4 black queen · a3 white pawn · b3 white king · b2 white pawn · c2 white pawn · d2 white pawn · g2 white pawn · h2 white pawn · a1 white rook · c1 white bishop · d1 white queen · f1 white bishop · g1 white knight · h1 white rook | a8 black rook · c8 black bishop · e8 black king · g8 black knight · h8 black rook · a7 black pawn · b7 black pawn · c7 black pawn · f7 black pawn · g7 black pawn · h7 black pawn · a6 black knight · d5 black pawn · e5 black pawn · a4 white knight · e4 black queen · a3 white pawn · b3 white king · b2 white pawn · c2 white pawn · d2 white pawn · g2 white pawn · h2 white pawn · a1 white rook · c1 white bishop · d1 white queen · f1 white bishop · g1 white knight · h1 white rook | a8 black rook · c8 black bishop · e8 black king · g8 black knight · h8 black rook · a7 black pawn · b7 black pawn · c7 black pawn · f7 black pawn · g7 black pawn · h7 black pawn · a6 black knight · d5 black pawn · e5 black pawn · a4 white knight · e4 black queen · a3 white pawn · b3 white king · b2 white pawn · c2 white pawn · d2 white pawn · g2 white pawn · h2 white pawn · a1 white rook · c1 white bishop · d1 white queen · f1 white bishop · g1 white knight · h1 white rook | a8 black rook · c8 black bishop · e8 black king · g8 black knight · h8 black rook · a7 black pawn · b7 black pawn · c7 black pawn · f7 black pawn · g7 black pawn · h7 black pawn · a6 black knight · d5 black pawn · e5 black pawn · a4 white knight · e4 black queen · a3 white pawn · b3 white king · b2 white pawn · c2 white pawn · d2 white pawn · g2 white pawn · h2 white pawn · a1 white rook · c1 white bishop · d1 white queen · f1 white bishop · g1 white knight · h1 white rook | a8 black rook · c8 black bishop · e8 black king · g8 black knight · h8 black rook · a7 black pawn · b7 black pawn · c7 black pawn · f7 black pawn · g7 black pawn · h7 black pawn · a6 black knight · d5 black pawn · e5 black pawn · a4 white knight · e4 black queen · a3 white pawn · b3 white king · b2 white pawn · c2 white pawn · d2 white pawn · g2 white pawn · h2 white pawn · a1 white rook · c1 white bishop · d1 white queen · f1 white bishop · g1 white knight · h1 white rook | 6 |
| 5 | a8 black rook · c8 black bishop · e8 black king · g8 black knight · h8 black rook · a7 black pawn · b7 black pawn · c7 black pawn · f7 black pawn · g7 black pawn · h7 black pawn · a6 black knight · d5 black pawn · e5 black pawn · a4 white knight · e4 black queen · a3 white pawn · b3 white king · b2 white pawn · c2 white pawn · d2 white pawn · g2 white pawn · h2 white pawn · a1 white rook · c1 white bishop · d1 white queen · f1 white bishop · g1 white knight · h1 white rook | a8 black rook · c8 black bishop · e8 black king · g8 black knight · h8 black rook · a7 black pawn · b7 black pawn · c7 black pawn · f7 black pawn · g7 black pawn · h7 black pawn · a6 black knight · d5 black pawn · e5 black pawn · a4 white knight · e4 black queen · a3 white pawn · b3 white king · b2 white pawn · c2 white pawn · d2 white pawn · g2 white pawn · h2 white pawn · a1 white rook · c1 white bishop · d1 white queen · f1 white bishop · g1 white knight · h1 white rook | a8 black rook · c8 black bishop · e8 black king · g8 black knight · h8 black rook · a7 black pawn · b7 black pawn · c7 black pawn · f7 black pawn · g7 black pawn · h7 black pawn · a6 black knight · d5 black pawn · e5 black pawn · a4 white knight · e4 black queen · a3 white pawn · b3 white king · b2 white pawn · c2 white pawn · d2 white pawn · g2 white pawn · h2 white pawn · a1 white rook · c1 white bishop · d1 white queen · f1 white bishop · g1 white knight · h1 white rook | a8 black rook · c8 black bishop · e8 black king · g8 black knight · h8 black rook · a7 black pawn · b7 black pawn · c7 black pawn · f7 black pawn · g7 black pawn · h7 black pawn · a6 black knight · d5 black pawn · e5 black pawn · a4 white knight · e4 black queen · a3 white pawn · b3 white king · b2 white pawn · c2 white pawn · d2 white pawn · g2 white pawn · h2 white pawn · a1 white rook · c1 white bishop · d1 white queen · f1 white bishop · g1 white knight · h1 white rook | a8 black rook · c8 black bishop · e8 black king · g8 black knight · h8 black rook · a7 black pawn · b7 black pawn · c7 black pawn · f7 black pawn · g7 black pawn · h7 black pawn · a6 black knight · d5 black pawn · e5 black pawn · a4 white knight · e4 black queen · a3 white pawn · b3 white king · b2 white pawn · c2 white pawn · d2 white pawn · g2 white pawn · h2 white pawn · a1 white rook · c1 white bishop · d1 white queen · f1 white bishop · g1 white knight · h1 white rook | a8 black rook · c8 black bishop · e8 black king · g8 black knight · h8 black rook · a7 black pawn · b7 black pawn · c7 black pawn · f7 black pawn · g7 black pawn · h7 black pawn · a6 black knight · d5 black pawn · e5 black pawn · a4 white knight · e4 black queen · a3 white pawn · b3 white king · b2 white pawn · c2 white pawn · d2 white pawn · g2 white pawn · h2 white pawn · a1 white rook · c1 white bishop · d1 white queen · f1 white bishop · g1 white knight · h1 white rook | a8 black rook · c8 black bishop · e8 black king · g8 black knight · h8 black rook · a7 black pawn · b7 black pawn · c7 black pawn · f7 black pawn · g7 black pawn · h7 black pawn · a6 black knight · d5 black pawn · e5 black pawn · a4 white knight · e4 black queen · a3 white pawn · b3 white king · b2 white pawn · c2 white pawn · d2 white pawn · g2 white pawn · h2 white pawn · a1 white rook · c1 white bishop · d1 white queen · f1 white bishop · g1 white knight · h1 white rook | a8 black rook · c8 black bishop · e8 black king · g8 black knight · h8 black rook · a7 black pawn · b7 black pawn · c7 black pawn · f7 black pawn · g7 black pawn · h7 black pawn · a6 black knight · d5 black pawn · e5 black pawn · a4 white knight · e4 black queen · a3 white pawn · b3 white king · b2 white pawn · c2 white pawn · d2 white pawn · g2 white pawn · h2 white pawn · a1 white rook · c1 white bishop · d1 white queen · f1 white bishop · g1 white knight · h1 white rook | 5 |
| 4 | a8 black rook · c8 black bishop · e8 black king · g8 black knight · h8 black rook · a7 black pawn · b7 black pawn · c7 black pawn · f7 black pawn · g7 black pawn · h7 black pawn · a6 black knight · d5 black pawn · e5 black pawn · a4 white knight · e4 black queen · a3 white pawn · b3 white king · b2 white pawn · c2 white pawn · d2 white pawn · g2 white pawn · h2 white pawn · a1 white rook · c1 white bishop · d1 white queen · f1 white bishop · g1 white knight · h1 white rook | a8 black rook · c8 black bishop · e8 black king · g8 black knight · h8 black rook · a7 black pawn · b7 black pawn · c7 black pawn · f7 black pawn · g7 black pawn · h7 black pawn · a6 black knight · d5 black pawn · e5 black pawn · a4 white knight · e4 black queen · a3 white pawn · b3 white king · b2 white pawn · c2 white pawn · d2 white pawn · g2 white pawn · h2 white pawn · a1 white rook · c1 white bishop · d1 white queen · f1 white bishop · g1 white knight · h1 white rook | a8 black rook · c8 black bishop · e8 black king · g8 black knight · h8 black rook · a7 black pawn · b7 black pawn · c7 black pawn · f7 black pawn · g7 black pawn · h7 black pawn · a6 black knight · d5 black pawn · e5 black pawn · a4 white knight · e4 black queen · a3 white pawn · b3 white king · b2 white pawn · c2 white pawn · d2 white pawn · g2 white pawn · h2 white pawn · a1 white rook · c1 white bishop · d1 white queen · f1 white bishop · g1 white knight · h1 white rook | a8 black rook · c8 black bishop · e8 black king · g8 black knight · h8 black rook · a7 black pawn · b7 black pawn · c7 black pawn · f7 black pawn · g7 black pawn · h7 black pawn · a6 black knight · d5 black pawn · e5 black pawn · a4 white knight · e4 black queen · a3 white pawn · b3 white king · b2 white pawn · c2 white pawn · d2 white pawn · g2 white pawn · h2 white pawn · a1 white rook · c1 white bishop · d1 white queen · f1 white bishop · g1 white knight · h1 white rook | a8 black rook · c8 black bishop · e8 black king · g8 black knight · h8 black rook · a7 black pawn · b7 black pawn · c7 black pawn · f7 black pawn · g7 black pawn · h7 black pawn · a6 black knight · d5 black pawn · e5 black pawn · a4 white knight · e4 black queen · a3 white pawn · b3 white king · b2 white pawn · c2 white pawn · d2 white pawn · g2 white pawn · h2 white pawn · a1 white rook · c1 white bishop · d1 white queen · f1 white bishop · g1 white knight · h1 white rook | a8 black rook · c8 black bishop · e8 black king · g8 black knight · h8 black rook · a7 black pawn · b7 black pawn · c7 black pawn · f7 black pawn · g7 black pawn · h7 black pawn · a6 black knight · d5 black pawn · e5 black pawn · a4 white knight · e4 black queen · a3 white pawn · b3 white king · b2 white pawn · c2 white pawn · d2 white pawn · g2 white pawn · h2 white pawn · a1 white rook · c1 white bishop · d1 white queen · f1 white bishop · g1 white knight · h1 white rook | a8 black rook · c8 black bishop · e8 black king · g8 black knight · h8 black rook · a7 black pawn · b7 black pawn · c7 black pawn · f7 black pawn · g7 black pawn · h7 black pawn · a6 black knight · d5 black pawn · e5 black pawn · a4 white knight · e4 black queen · a3 white pawn · b3 white king · b2 white pawn · c2 white pawn · d2 white pawn · g2 white pawn · h2 white pawn · a1 white rook · c1 white bishop · d1 white queen · f1 white bishop · g1 white knight · h1 white rook | a8 black rook · c8 black bishop · e8 black king · g8 black knight · h8 black rook · a7 black pawn · b7 black pawn · c7 black pawn · f7 black pawn · g7 black pawn · h7 black pawn · a6 black knight · d5 black pawn · e5 black pawn · a4 white knight · e4 black queen · a3 white pawn · b3 white king · b2 white pawn · c2 white pawn · d2 white pawn · g2 white pawn · h2 white pawn · a1 white rook · c1 white bishop · d1 white queen · f1 white bishop · g1 white knight · h1 white rook | 4 |
| 3 | a8 black rook · c8 black bishop · e8 black king · g8 black knight · h8 black rook · a7 black pawn · b7 black pawn · c7 black pawn · f7 black pawn · g7 black pawn · h7 black pawn · a6 black knight · d5 black pawn · e5 black pawn · a4 white knight · e4 black queen · a3 white pawn · b3 white king · b2 white pawn · c2 white pawn · d2 white pawn · g2 white pawn · h2 white pawn · a1 white rook · c1 white bishop · d1 white queen · f1 white bishop · g1 white knight · h1 white rook | a8 black rook · c8 black bishop · e8 black king · g8 black knight · h8 black rook · a7 black pawn · b7 black pawn · c7 black pawn · f7 black pawn · g7 black pawn · h7 black pawn · a6 black knight · d5 black pawn · e5 black pawn · a4 white knight · e4 black queen · a3 white pawn · b3 white king · b2 white pawn · c2 white pawn · d2 white pawn · g2 white pawn · h2 white pawn · a1 white rook · c1 white bishop · d1 white queen · f1 white bishop · g1 white knight · h1 white rook | a8 black rook · c8 black bishop · e8 black king · g8 black knight · h8 black rook · a7 black pawn · b7 black pawn · c7 black pawn · f7 black pawn · g7 black pawn · h7 black pawn · a6 black knight · d5 black pawn · e5 black pawn · a4 white knight · e4 black queen · a3 white pawn · b3 white king · b2 white pawn · c2 white pawn · d2 white pawn · g2 white pawn · h2 white pawn · a1 white rook · c1 white bishop · d1 white queen · f1 white bishop · g1 white knight · h1 white rook | a8 black rook · c8 black bishop · e8 black king · g8 black knight · h8 black rook · a7 black pawn · b7 black pawn · c7 black pawn · f7 black pawn · g7 black pawn · h7 black pawn · a6 black knight · d5 black pawn · e5 black pawn · a4 white knight · e4 black queen · a3 white pawn · b3 white king · b2 white pawn · c2 white pawn · d2 white pawn · g2 white pawn · h2 white pawn · a1 white rook · c1 white bishop · d1 white queen · f1 white bishop · g1 white knight · h1 white rook | a8 black rook · c8 black bishop · e8 black king · g8 black knight · h8 black rook · a7 black pawn · b7 black pawn · c7 black pawn · f7 black pawn · g7 black pawn · h7 black pawn · a6 black knight · d5 black pawn · e5 black pawn · a4 white knight · e4 black queen · a3 white pawn · b3 white king · b2 white pawn · c2 white pawn · d2 white pawn · g2 white pawn · h2 white pawn · a1 white rook · c1 white bishop · d1 white queen · f1 white bishop · g1 white knight · h1 white rook | a8 black rook · c8 black bishop · e8 black king · g8 black knight · h8 black rook · a7 black pawn · b7 black pawn · c7 black pawn · f7 black pawn · g7 black pawn · h7 black pawn · a6 black knight · d5 black pawn · e5 black pawn · a4 white knight · e4 black queen · a3 white pawn · b3 white king · b2 white pawn · c2 white pawn · d2 white pawn · g2 white pawn · h2 white pawn · a1 white rook · c1 white bishop · d1 white queen · f1 white bishop · g1 white knight · h1 white rook | a8 black rook · c8 black bishop · e8 black king · g8 black knight · h8 black rook · a7 black pawn · b7 black pawn · c7 black pawn · f7 black pawn · g7 black pawn · h7 black pawn · a6 black knight · d5 black pawn · e5 black pawn · a4 white knight · e4 black queen · a3 white pawn · b3 white king · b2 white pawn · c2 white pawn · d2 white pawn · g2 white pawn · h2 white pawn · a1 white rook · c1 white bishop · d1 white queen · f1 white bishop · g1 white knight · h1 white rook | a8 black rook · c8 black bishop · e8 black king · g8 black knight · h8 black rook · a7 black pawn · b7 black pawn · c7 black pawn · f7 black pawn · g7 black pawn · h7 black pawn · a6 black knight · d5 black pawn · e5 black pawn · a4 white knight · e4 black queen · a3 white pawn · b3 white king · b2 white pawn · c2 white pawn · d2 white pawn · g2 white pawn · h2 white pawn · a1 white rook · c1 white bishop · d1 white queen · f1 white bishop · g1 white knight · h1 white rook | 3 |
| 2 | a8 black rook · c8 black bishop · e8 black king · g8 black knight · h8 black rook · a7 black pawn · b7 black pawn · c7 black pawn · f7 black pawn · g7 black pawn · h7 black pawn · a6 black knight · d5 black pawn · e5 black pawn · a4 white knight · e4 black queen · a3 white pawn · b3 white king · b2 white pawn · c2 white pawn · d2 white pawn · g2 white pawn · h2 white pawn · a1 white rook · c1 white bishop · d1 white queen · f1 white bishop · g1 white knight · h1 white rook | a8 black rook · c8 black bishop · e8 black king · g8 black knight · h8 black rook · a7 black pawn · b7 black pawn · c7 black pawn · f7 black pawn · g7 black pawn · h7 black pawn · a6 black knight · d5 black pawn · e5 black pawn · a4 white knight · e4 black queen · a3 white pawn · b3 white king · b2 white pawn · c2 white pawn · d2 white pawn · g2 white pawn · h2 white pawn · a1 white rook · c1 white bishop · d1 white queen · f1 white bishop · g1 white knight · h1 white rook | a8 black rook · c8 black bishop · e8 black king · g8 black knight · h8 black rook · a7 black pawn · b7 black pawn · c7 black pawn · f7 black pawn · g7 black pawn · h7 black pawn · a6 black knight · d5 black pawn · e5 black pawn · a4 white knight · e4 black queen · a3 white pawn · b3 white king · b2 white pawn · c2 white pawn · d2 white pawn · g2 white pawn · h2 white pawn · a1 white rook · c1 white bishop · d1 white queen · f1 white bishop · g1 white knight · h1 white rook | a8 black rook · c8 black bishop · e8 black king · g8 black knight · h8 black rook · a7 black pawn · b7 black pawn · c7 black pawn · f7 black pawn · g7 black pawn · h7 black pawn · a6 black knight · d5 black pawn · e5 black pawn · a4 white knight · e4 black queen · a3 white pawn · b3 white king · b2 white pawn · c2 white pawn · d2 white pawn · g2 white pawn · h2 white pawn · a1 white rook · c1 white bishop · d1 white queen · f1 white bishop · g1 white knight · h1 white rook | a8 black rook · c8 black bishop · e8 black king · g8 black knight · h8 black rook · a7 black pawn · b7 black pawn · c7 black pawn · f7 black pawn · g7 black pawn · h7 black pawn · a6 black knight · d5 black pawn · e5 black pawn · a4 white knight · e4 black queen · a3 white pawn · b3 white king · b2 white pawn · c2 white pawn · d2 white pawn · g2 white pawn · h2 white pawn · a1 white rook · c1 white bishop · d1 white queen · f1 white bishop · g1 white knight · h1 white rook | a8 black rook · c8 black bishop · e8 black king · g8 black knight · h8 black rook · a7 black pawn · b7 black pawn · c7 black pawn · f7 black pawn · g7 black pawn · h7 black pawn · a6 black knight · d5 black pawn · e5 black pawn · a4 white knight · e4 black queen · a3 white pawn · b3 white king · b2 white pawn · c2 white pawn · d2 white pawn · g2 white pawn · h2 white pawn · a1 white rook · c1 white bishop · d1 white queen · f1 white bishop · g1 white knight · h1 white rook | a8 black rook · c8 black bishop · e8 black king · g8 black knight · h8 black rook · a7 black pawn · b7 black pawn · c7 black pawn · f7 black pawn · g7 black pawn · h7 black pawn · a6 black knight · d5 black pawn · e5 black pawn · a4 white knight · e4 black queen · a3 white pawn · b3 white king · b2 white pawn · c2 white pawn · d2 white pawn · g2 white pawn · h2 white pawn · a1 white rook · c1 white bishop · d1 white queen · f1 white bishop · g1 white knight · h1 white rook | a8 black rook · c8 black bishop · e8 black king · g8 black knight · h8 black rook · a7 black pawn · b7 black pawn · c7 black pawn · f7 black pawn · g7 black pawn · h7 black pawn · a6 black knight · d5 black pawn · e5 black pawn · a4 white knight · e4 black queen · a3 white pawn · b3 white king · b2 white pawn · c2 white pawn · d2 white pawn · g2 white pawn · h2 white pawn · a1 white rook · c1 white bishop · d1 white queen · f1 white bishop · g1 white knight · h1 white rook | 2 |
| 1 | a8 black rook · c8 black bishop · e8 black king · g8 black knight · h8 black rook · a7 black pawn · b7 black pawn · c7 black pawn · f7 black pawn · g7 black pawn · h7 black pawn · a6 black knight · d5 black pawn · e5 black pawn · a4 white knight · e4 black queen · a3 white pawn · b3 white king · b2 white pawn · c2 white pawn · d2 white pawn · g2 white pawn · h2 white pawn · a1 white rook · c1 white bishop · d1 white queen · f1 white bishop · g1 white knight · h1 white rook | a8 black rook · c8 black bishop · e8 black king · g8 black knight · h8 black rook · a7 black pawn · b7 black pawn · c7 black pawn · f7 black pawn · g7 black pawn · h7 black pawn · a6 black knight · d5 black pawn · e5 black pawn · a4 white knight · e4 black queen · a3 white pawn · b3 white king · b2 white pawn · c2 white pawn · d2 white pawn · g2 white pawn · h2 white pawn · a1 white rook · c1 white bishop · d1 white queen · f1 white bishop · g1 white knight · h1 white rook | a8 black rook · c8 black bishop · e8 black king · g8 black knight · h8 black rook · a7 black pawn · b7 black pawn · c7 black pawn · f7 black pawn · g7 black pawn · h7 black pawn · a6 black knight · d5 black pawn · e5 black pawn · a4 white knight · e4 black queen · a3 white pawn · b3 white king · b2 white pawn · c2 white pawn · d2 white pawn · g2 white pawn · h2 white pawn · a1 white rook · c1 white bishop · d1 white queen · f1 white bishop · g1 white knight · h1 white rook | a8 black rook · c8 black bishop · e8 black king · g8 black knight · h8 black rook · a7 black pawn · b7 black pawn · c7 black pawn · f7 black pawn · g7 black pawn · h7 black pawn · a6 black knight · d5 black pawn · e5 black pawn · a4 white knight · e4 black queen · a3 white pawn · b3 white king · b2 white pawn · c2 white pawn · d2 white pawn · g2 white pawn · h2 white pawn · a1 white rook · c1 white bishop · d1 white queen · f1 white bishop · g1 white knight · h1 white rook | a8 black rook · c8 black bishop · e8 black king · g8 black knight · h8 black rook · a7 black pawn · b7 black pawn · c7 black pawn · f7 black pawn · g7 black pawn · h7 black pawn · a6 black knight · d5 black pawn · e5 black pawn · a4 white knight · e4 black queen · a3 white pawn · b3 white king · b2 white pawn · c2 white pawn · d2 white pawn · g2 white pawn · h2 white pawn · a1 white rook · c1 white bishop · d1 white queen · f1 white bishop · g1 white knight · h1 white rook | a8 black rook · c8 black bishop · e8 black king · g8 black knight · h8 black rook · a7 black pawn · b7 black pawn · c7 black pawn · f7 black pawn · g7 black pawn · h7 black pawn · a6 black knight · d5 black pawn · e5 black pawn · a4 white knight · e4 black queen · a3 white pawn · b3 white king · b2 white pawn · c2 white pawn · d2 white pawn · g2 white pawn · h2 white pawn · a1 white rook · c1 white bishop · d1 white queen · f1 white bishop · g1 white knight · h1 white rook | a8 black rook · c8 black bishop · e8 black king · g8 black knight · h8 black rook · a7 black pawn · b7 black pawn · c7 black pawn · f7 black pawn · g7 black pawn · h7 black pawn · a6 black knight · d5 black pawn · e5 black pawn · a4 white knight · e4 black queen · a3 white pawn · b3 white king · b2 white pawn · c2 white pawn · d2 white pawn · g2 white pawn · h2 white pawn · a1 white rook · c1 white bishop · d1 white queen · f1 white bishop · g1 white knight · h1 white rook | a8 black rook · c8 black bishop · e8 black king · g8 black knight · h8 black rook · a7 black pawn · b7 black pawn · c7 black pawn · f7 black pawn · g7 black pawn · h7 black pawn · a6 black knight · d5 black pawn · e5 black pawn · a4 white knight · e4 black queen · a3 white pawn · b3 white king · b2 white pawn · c2 white pawn · d2 white pawn · g2 white pawn · h2 white pawn · a1 white rook · c1 white bishop · d1 white queen · f1 white bishop · g1 white knight · h1 white rook | 1 |
|   | a | b | c | d | e | f | g | h |   |

8... Ma6
Đe dọa 9...Hb4#.
9. a3?!
Trắng lúc này có thể thắng dễ hơn trước nhiều với 9.d4! exd4 10.Txa6 bxa6 11.Mc5 hoặc là 9.c3! Td7 10.Va3 b5 11.d4 bxa4 12.Txa6 Hxg2 13.Hf3! Hg6 14.Hxd5 Tc6 15.Tb5.
9... Hxa4+!!
Một nước thí Hậu ngoạn mục, ngăn không cho Trắng chơi Mc3 và Va2, sau nước đi này Đen sẽ có bù đắp đầy đủ cho bất lợi về quân số của mình. Nước cờ đã buộc ván đấu đi đến một kết quả hòa.
10. Vxa4 Mc5+ 11. Vb4
11.Vb5 cũng dẫn đến hòa sau khi 11...Me7!! 12.Hh5! a5 13.Hxe5 Ma6 14.Vxa5 Mb8+ 15.Vb4 Mbc6+.
11... a5+ 12. Vxc5
12.Vc3 được đề xuất như một cách để tránh kết quả hòa, nhưng Trắng sẽ thua sau khi 12...d4+ 13.Vc4 Te6+!! (13...b6? là không rõ ràng) 14.Vxc5 Mf6! (đe dọa chiếu mat trong ba nước 15...Md7+ 16.Vb5 c6+ 17.Va4 Mc5# hoặc Mb6#) và Trắng không có biện pháp để tránh bị mat: 15.Tb5+ VKe7 (đe dọa 16...Me4#) 16.Hf3 c6 (đe dọa 17...Md7#) 17.Txc6 Xhc8 (đe dọa 18...Md7+ 19.Vb5 bxc6+ 20.Hxc6 và mat trong năm nước) 18.Vb6 bxc6 (đe dọa 19...Md7+ 20.Kb7 Xab8+! 21.Va6 Mc5+ 22.Vxa5 Xb5#) 19.Hxf6+ và mat trong tám nước tiếp theo. Tất cả mọi nước sau 12.Vxc5 đều là bắt buộc.
12... Me7!
Đe dọa 13...b6+ và sau đó là...Td7#.
13. Tb5+ Vd8 14. Tc6!!
|   | a | b | c | d | e | f | g | h |   |
| 8 | a8 black rook · d8 black king · h8 black rook · b7 black bishop · c7 black pawn · f7 black pawn · g7 black pawn · h7 black pawn · b6 black pawn · c6 white king · a5 black pawn · d5 black pawn · e5 black pawn · a3 white pawn · b2 white pawn · c2 white pawn · d2 white pawn · g2 white pawn · h2 white pawn · a1 white rook · c1 white bishop · d1 white queen · g1 white knight · h1 white rook | a8 black rook · d8 black king · h8 black rook · b7 black bishop · c7 black pawn · f7 black pawn · g7 black pawn · h7 black pawn · b6 black pawn · c6 white king · a5 black pawn · d5 black pawn · e5 black pawn · a3 white pawn · b2 white pawn · c2 white pawn · d2 white pawn · g2 white pawn · h2 white pawn · a1 white rook · c1 white bishop · d1 white queen · g1 white knight · h1 white rook | a8 black rook · d8 black king · h8 black rook · b7 black bishop · c7 black pawn · f7 black pawn · g7 black pawn · h7 black pawn · b6 black pawn · c6 white king · a5 black pawn · d5 black pawn · e5 black pawn · a3 white pawn · b2 white pawn · c2 white pawn · d2 white pawn · g2 white pawn · h2 white pawn · a1 white rook · c1 white bishop · d1 white queen · g1 white knight · h1 white rook | a8 black rook · d8 black king · h8 black rook · b7 black bishop · c7 black pawn · f7 black pawn · g7 black pawn · h7 black pawn · b6 black pawn · c6 white king · a5 black pawn · d5 black pawn · e5 black pawn · a3 white pawn · b2 white pawn · c2 white pawn · d2 white pawn · g2 white pawn · h2 white pawn · a1 white rook · c1 white bishop · d1 white queen · g1 white knight · h1 white rook | a8 black rook · d8 black king · h8 black rook · b7 black bishop · c7 black pawn · f7 black pawn · g7 black pawn · h7 black pawn · b6 black pawn · c6 white king · a5 black pawn · d5 black pawn · e5 black pawn · a3 white pawn · b2 white pawn · c2 white pawn · d2 white pawn · g2 white pawn · h2 white pawn · a1 white rook · c1 white bishop · d1 white queen · g1 white knight · h1 white rook | a8 black rook · d8 black king · h8 black rook · b7 black bishop · c7 black pawn · f7 black pawn · g7 black pawn · h7 black pawn · b6 black pawn · c6 white king · a5 black pawn · d5 black pawn · e5 black pawn · a3 white pawn · b2 white pawn · c2 white pawn · d2 white pawn · g2 white pawn · h2 white pawn · a1 white rook · c1 white bishop · d1 white queen · g1 white knight · h1 white rook | a8 black rook · d8 black king · h8 black rook · b7 black bishop · c7 black pawn · f7 black pawn · g7 black pawn · h7 black pawn · b6 black pawn · c6 white king · a5 black pawn · d5 black pawn · e5 black pawn · a3 white pawn · b2 white pawn · c2 white pawn · d2 white pawn · g2 white pawn · h2 white pawn · a1 white rook · c1 white bishop · d1 white queen · g1 white knight · h1 white rook | a8 black rook · d8 black king · h8 black rook · b7 black bishop · c7 black pawn · f7 black pawn · g7 black pawn · h7 black pawn · b6 black pawn · c6 white king · a5 black pawn · d5 black pawn · e5 black pawn · a3 white pawn · b2 white pawn · c2 white pawn · d2 white pawn · g2 white pawn · h2 white pawn · a1 white rook · c1 white bishop · d1 white queen · g1 white knight · h1 white rook | 8 |
| 7 | a8 black rook · d8 black king · h8 black rook · b7 black bishop · c7 black pawn · f7 black pawn · g7 black pawn · h7 black pawn · b6 black pawn · c6 white king · a5 black pawn · d5 black pawn · e5 black pawn · a3 white pawn · b2 white pawn · c2 white pawn · d2 white pawn · g2 white pawn · h2 white pawn · a1 white rook · c1 white bishop · d1 white queen · g1 white knight · h1 white rook | a8 black rook · d8 black king · h8 black rook · b7 black bishop · c7 black pawn · f7 black pawn · g7 black pawn · h7 black pawn · b6 black pawn · c6 white king · a5 black pawn · d5 black pawn · e5 black pawn · a3 white pawn · b2 white pawn · c2 white pawn · d2 white pawn · g2 white pawn · h2 white pawn · a1 white rook · c1 white bishop · d1 white queen · g1 white knight · h1 white rook | a8 black rook · d8 black king · h8 black rook · b7 black bishop · c7 black pawn · f7 black pawn · g7 black pawn · h7 black pawn · b6 black pawn · c6 white king · a5 black pawn · d5 black pawn · e5 black pawn · a3 white pawn · b2 white pawn · c2 white pawn · d2 white pawn · g2 white pawn · h2 white pawn · a1 white rook · c1 white bishop · d1 white queen · g1 white knight · h1 white rook | a8 black rook · d8 black king · h8 black rook · b7 black bishop · c7 black pawn · f7 black pawn · g7 black pawn · h7 black pawn · b6 black pawn · c6 white king · a5 black pawn · d5 black pawn · e5 black pawn · a3 white pawn · b2 white pawn · c2 white pawn · d2 white pawn · g2 white pawn · h2 white pawn · a1 white rook · c1 white bishop · d1 white queen · g1 white knight · h1 white rook | a8 black rook · d8 black king · h8 black rook · b7 black bishop · c7 black pawn · f7 black pawn · g7 black pawn · h7 black pawn · b6 black pawn · c6 white king · a5 black pawn · d5 black pawn · e5 black pawn · a3 white pawn · b2 white pawn · c2 white pawn · d2 white pawn · g2 white pawn · h2 white pawn · a1 white rook · c1 white bishop · d1 white queen · g1 white knight · h1 white rook | a8 black rook · d8 black king · h8 black rook · b7 black bishop · c7 black pawn · f7 black pawn · g7 black pawn · h7 black pawn · b6 black pawn · c6 white king · a5 black pawn · d5 black pawn · e5 black pawn · a3 white pawn · b2 white pawn · c2 white pawn · d2 white pawn · g2 white pawn · h2 white pawn · a1 white rook · c1 white bishop · d1 white queen · g1 white knight · h1 white rook | a8 black rook · d8 black king · h8 black rook · b7 black bishop · c7 black pawn · f7 black pawn · g7 black pawn · h7 black pawn · b6 black pawn · c6 white king · a5 black pawn · d5 black pawn · e5 black pawn · a3 white pawn · b2 white pawn · c2 white pawn · d2 white pawn · g2 white pawn · h2 white pawn · a1 white rook · c1 white bishop · d1 white queen · g1 white knight · h1 white rook | a8 black rook · d8 black king · h8 black rook · b7 black bishop · c7 black pawn · f7 black pawn · g7 black pawn · h7 black pawn · b6 black pawn · c6 white king · a5 black pawn · d5 black pawn · e5 black pawn · a3 white pawn · b2 white pawn · c2 white pawn · d2 white pawn · g2 white pawn · h2 white pawn · a1 white rook · c1 white bishop · d1 white queen · g1 white knight · h1 white rook | 7 |
| 6 | a8 black rook · d8 black king · h8 black rook · b7 black bishop · c7 black pawn · f7 black pawn · g7 black pawn · h7 black pawn · b6 black pawn · c6 white king · a5 black pawn · d5 black pawn · e5 black pawn · a3 white pawn · b2 white pawn · c2 white pawn · d2 white pawn · g2 white pawn · h2 white pawn · a1 white rook · c1 white bishop · d1 white queen · g1 white knight · h1 white rook | a8 black rook · d8 black king · h8 black rook · b7 black bishop · c7 black pawn · f7 black pawn · g7 black pawn · h7 black pawn · b6 black pawn · c6 white king · a5 black pawn · d5 black pawn · e5 black pawn · a3 white pawn · b2 white pawn · c2 white pawn · d2 white pawn · g2 white pawn · h2 white pawn · a1 white rook · c1 white bishop · d1 white queen · g1 white knight · h1 white rook | a8 black rook · d8 black king · h8 black rook · b7 black bishop · c7 black pawn · f7 black pawn · g7 black pawn · h7 black pawn · b6 black pawn · c6 white king · a5 black pawn · d5 black pawn · e5 black pawn · a3 white pawn · b2 white pawn · c2 white pawn · d2 white pawn · g2 white pawn · h2 white pawn · a1 white rook · c1 white bishop · d1 white queen · g1 white knight · h1 white rook | a8 black rook · d8 black king · h8 black rook · b7 black bishop · c7 black pawn · f7 black pawn · g7 black pawn · h7 black pawn · b6 black pawn · c6 white king · a5 black pawn · d5 black pawn · e5 black pawn · a3 white pawn · b2 white pawn · c2 white pawn · d2 white pawn · g2 white pawn · h2 white pawn · a1 white rook · c1 white bishop · d1 white queen · g1 white knight · h1 white rook | a8 black rook · d8 black king · h8 black rook · b7 black bishop · c7 black pawn · f7 black pawn · g7 black pawn · h7 black pawn · b6 black pawn · c6 white king · a5 black pawn · d5 black pawn · e5 black pawn · a3 white pawn · b2 white pawn · c2 white pawn · d2 white pawn · g2 white pawn · h2 white pawn · a1 white rook · c1 white bishop · d1 white queen · g1 white knight · h1 white rook | a8 black rook · d8 black king · h8 black rook · b7 black bishop · c7 black pawn · f7 black pawn · g7 black pawn · h7 black pawn · b6 black pawn · c6 white king · a5 black pawn · d5 black pawn · e5 black pawn · a3 white pawn · b2 white pawn · c2 white pawn · d2 white pawn · g2 white pawn · h2 white pawn · a1 white rook · c1 white bishop · d1 white queen · g1 white knight · h1 white rook | a8 black rook · d8 black king · h8 black rook · b7 black bishop · c7 black pawn · f7 black pawn · g7 black pawn · h7 black pawn · b6 black pawn · c6 white king · a5 black pawn · d5 black pawn · e5 black pawn · a3 white pawn · b2 white pawn · c2 white pawn · d2 white pawn · g2 white pawn · h2 white pawn · a1 white rook · c1 white bishop · d1 white queen · g1 white knight · h1 white rook | a8 black rook · d8 black king · h8 black rook · b7 black bishop · c7 black pawn · f7 black pawn · g7 black pawn · h7 black pawn · b6 black pawn · c6 white king · a5 black pawn · d5 black pawn · e5 black pawn · a3 white pawn · b2 white pawn · c2 white pawn · d2 white pawn · g2 white pawn · h2 white pawn · a1 white rook · c1 white bishop · d1 white queen · g1 white knight · h1 white rook | 6 |
| 5 | a8 black rook · d8 black king · h8 black rook · b7 black bishop · c7 black pawn · f7 black pawn · g7 black pawn · h7 black pawn · b6 black pawn · c6 white king · a5 black pawn · d5 black pawn · e5 black pawn · a3 white pawn · b2 white pawn · c2 white pawn · d2 white pawn · g2 white pawn · h2 white pawn · a1 white rook · c1 white bishop · d1 white queen · g1 white knight · h1 white rook | a8 black rook · d8 black king · h8 black rook · b7 black bishop · c7 black pawn · f7 black pawn · g7 black pawn · h7 black pawn · b6 black pawn · c6 white king · a5 black pawn · d5 black pawn · e5 black pawn · a3 white pawn · b2 white pawn · c2 white pawn · d2 white pawn · g2 white pawn · h2 white pawn · a1 white rook · c1 white bishop · d1 white queen · g1 white knight · h1 white rook | a8 black rook · d8 black king · h8 black rook · b7 black bishop · c7 black pawn · f7 black pawn · g7 black pawn · h7 black pawn · b6 black pawn · c6 white king · a5 black pawn · d5 black pawn · e5 black pawn · a3 white pawn · b2 white pawn · c2 white pawn · d2 white pawn · g2 white pawn · h2 white pawn · a1 white rook · c1 white bishop · d1 white queen · g1 white knight · h1 white rook | a8 black rook · d8 black king · h8 black rook · b7 black bishop · c7 black pawn · f7 black pawn · g7 black pawn · h7 black pawn · b6 black pawn · c6 white king · a5 black pawn · d5 black pawn · e5 black pawn · a3 white pawn · b2 white pawn · c2 white pawn · d2 white pawn · g2 white pawn · h2 white pawn · a1 white rook · c1 white bishop · d1 white queen · g1 white knight · h1 white rook | a8 black rook · d8 black king · h8 black rook · b7 black bishop · c7 black pawn · f7 black pawn · g7 black pawn · h7 black pawn · b6 black pawn · c6 white king · a5 black pawn · d5 black pawn · e5 black pawn · a3 white pawn · b2 white pawn · c2 white pawn · d2 white pawn · g2 white pawn · h2 white pawn · a1 white rook · c1 white bishop · d1 white queen · g1 white knight · h1 white rook | a8 black rook · d8 black king · h8 black rook · b7 black bishop · c7 black pawn · f7 black pawn · g7 black pawn · h7 black pawn · b6 black pawn · c6 white king · a5 black pawn · d5 black pawn · e5 black pawn · a3 white pawn · b2 white pawn · c2 white pawn · d2 white pawn · g2 white pawn · h2 white pawn · a1 white rook · c1 white bishop · d1 white queen · g1 white knight · h1 white rook | a8 black rook · d8 black king · h8 black rook · b7 black bishop · c7 black pawn · f7 black pawn · g7 black pawn · h7 black pawn · b6 black pawn · c6 white king · a5 black pawn · d5 black pawn · e5 black pawn · a3 white pawn · b2 white pawn · c2 white pawn · d2 white pawn · g2 white pawn · h2 white pawn · a1 white rook · c1 white bishop · d1 white queen · g1 white knight · h1 white rook | a8 black rook · d8 black king · h8 black rook · b7 black bishop · c7 black pawn · f7 black pawn · g7 black pawn · h7 black pawn · b6 black pawn · c6 white king · a5 black pawn · d5 black pawn · e5 black pawn · a3 white pawn · b2 white pawn · c2 white pawn · d2 white pawn · g2 white pawn · h2 white pawn · a1 white rook · c1 white bishop · d1 white queen · g1 white knight · h1 white rook | 5 |
| 4 | a8 black rook · d8 black king · h8 black rook · b7 black bishop · c7 black pawn · f7 black pawn · g7 black pawn · h7 black pawn · b6 black pawn · c6 white king · a5 black pawn · d5 black pawn · e5 black pawn · a3 white pawn · b2 white pawn · c2 white pawn · d2 white pawn · g2 white pawn · h2 white pawn · a1 white rook · c1 white bishop · d1 white queen · g1 white knight · h1 white rook | a8 black rook · d8 black king · h8 black rook · b7 black bishop · c7 black pawn · f7 black pawn · g7 black pawn · h7 black pawn · b6 black pawn · c6 white king · a5 black pawn · d5 black pawn · e5 black pawn · a3 white pawn · b2 white pawn · c2 white pawn · d2 white pawn · g2 white pawn · h2 white pawn · a1 white rook · c1 white bishop · d1 white queen · g1 white knight · h1 white rook | a8 black rook · d8 black king · h8 black rook · b7 black bishop · c7 black pawn · f7 black pawn · g7 black pawn · h7 black pawn · b6 black pawn · c6 white king · a5 black pawn · d5 black pawn · e5 black pawn · a3 white pawn · b2 white pawn · c2 white pawn · d2 white pawn · g2 white pawn · h2 white pawn · a1 white rook · c1 white bishop · d1 white queen · g1 white knight · h1 white rook | a8 black rook · d8 black king · h8 black rook · b7 black bishop · c7 black pawn · f7 black pawn · g7 black pawn · h7 black pawn · b6 black pawn · c6 white king · a5 black pawn · d5 black pawn · e5 black pawn · a3 white pawn · b2 white pawn · c2 white pawn · d2 white pawn · g2 white pawn · h2 white pawn · a1 white rook · c1 white bishop · d1 white queen · g1 white knight · h1 white rook | a8 black rook · d8 black king · h8 black rook · b7 black bishop · c7 black pawn · f7 black pawn · g7 black pawn · h7 black pawn · b6 black pawn · c6 white king · a5 black pawn · d5 black pawn · e5 black pawn · a3 white pawn · b2 white pawn · c2 white pawn · d2 white pawn · g2 white pawn · h2 white pawn · a1 white rook · c1 white bishop · d1 white queen · g1 white knight · h1 white rook | a8 black rook · d8 black king · h8 black rook · b7 black bishop · c7 black pawn · f7 black pawn · g7 black pawn · h7 black pawn · b6 black pawn · c6 white king · a5 black pawn · d5 black pawn · e5 black pawn · a3 white pawn · b2 white pawn · c2 white pawn · d2 white pawn · g2 white pawn · h2 white pawn · a1 white rook · c1 white bishop · d1 white queen · g1 white knight · h1 white rook | a8 black rook · d8 black king · h8 black rook · b7 black bishop · c7 black pawn · f7 black pawn · g7 black pawn · h7 black pawn · b6 black pawn · c6 white king · a5 black pawn · d5 black pawn · e5 black pawn · a3 white pawn · b2 white pawn · c2 white pawn · d2 white pawn · g2 white pawn · h2 white pawn · a1 white rook · c1 white bishop · d1 white queen · g1 white knight · h1 white rook | a8 black rook · d8 black king · h8 black rook · b7 black bishop · c7 black pawn · f7 black pawn · g7 black pawn · h7 black pawn · b6 black pawn · c6 white king · a5 black pawn · d5 black pawn · e5 black pawn · a3 white pawn · b2 white pawn · c2 white pawn · d2 white pawn · g2 white pawn · h2 white pawn · a1 white rook · c1 white bishop · d1 white queen · g1 white knight · h1 white rook | 4 |
| 3 | a8 black rook · d8 black king · h8 black rook · b7 black bishop · c7 black pawn · f7 black pawn · g7 black pawn · h7 black pawn · b6 black pawn · c6 white king · a5 black pawn · d5 black pawn · e5 black pawn · a3 white pawn · b2 white pawn · c2 white pawn · d2 white pawn · g2 white pawn · h2 white pawn · a1 white rook · c1 white bishop · d1 white queen · g1 white knight · h1 white rook | a8 black rook · d8 black king · h8 black rook · b7 black bishop · c7 black pawn · f7 black pawn · g7 black pawn · h7 black pawn · b6 black pawn · c6 white king · a5 black pawn · d5 black pawn · e5 black pawn · a3 white pawn · b2 white pawn · c2 white pawn · d2 white pawn · g2 white pawn · h2 white pawn · a1 white rook · c1 white bishop · d1 white queen · g1 white knight · h1 white rook | a8 black rook · d8 black king · h8 black rook · b7 black bishop · c7 black pawn · f7 black pawn · g7 black pawn · h7 black pawn · b6 black pawn · c6 white king · a5 black pawn · d5 black pawn · e5 black pawn · a3 white pawn · b2 white pawn · c2 white pawn · d2 white pawn · g2 white pawn · h2 white pawn · a1 white rook · c1 white bishop · d1 white queen · g1 white knight · h1 white rook | a8 black rook · d8 black king · h8 black rook · b7 black bishop · c7 black pawn · f7 black pawn · g7 black pawn · h7 black pawn · b6 black pawn · c6 white king · a5 black pawn · d5 black pawn · e5 black pawn · a3 white pawn · b2 white pawn · c2 white pawn · d2 white pawn · g2 white pawn · h2 white pawn · a1 white rook · c1 white bishop · d1 white queen · g1 white knight · h1 white rook | a8 black rook · d8 black king · h8 black rook · b7 black bishop · c7 black pawn · f7 black pawn · g7 black pawn · h7 black pawn · b6 black pawn · c6 white king · a5 black pawn · d5 black pawn · e5 black pawn · a3 white pawn · b2 white pawn · c2 white pawn · d2 white pawn · g2 white pawn · h2 white pawn · a1 white rook · c1 white bishop · d1 white queen · g1 white knight · h1 white rook | a8 black rook · d8 black king · h8 black rook · b7 black bishop · c7 black pawn · f7 black pawn · g7 black pawn · h7 black pawn · b6 black pawn · c6 white king · a5 black pawn · d5 black pawn · e5 black pawn · a3 white pawn · b2 white pawn · c2 white pawn · d2 white pawn · g2 white pawn · h2 white pawn · a1 white rook · c1 white bishop · d1 white queen · g1 white knight · h1 white rook | a8 black rook · d8 black king · h8 black rook · b7 black bishop · c7 black pawn · f7 black pawn · g7 black pawn · h7 black pawn · b6 black pawn · c6 white king · a5 black pawn · d5 black pawn · e5 black pawn · a3 white pawn · b2 white pawn · c2 white pawn · d2 white pawn · g2 white pawn · h2 white pawn · a1 white rook · c1 white bishop · d1 white queen · g1 white knight · h1 white rook | a8 black rook · d8 black king · h8 black rook · b7 black bishop · c7 black pawn · f7 black pawn · g7 black pawn · h7 black pawn · b6 black pawn · c6 white king · a5 black pawn · d5 black pawn · e5 black pawn · a3 white pawn · b2 white pawn · c2 white pawn · d2 white pawn · g2 white pawn · h2 white pawn · a1 white rook · c1 white bishop · d1 white queen · g1 white knight · h1 white rook | 3 |
| 2 | a8 black rook · d8 black king · h8 black rook · b7 black bishop · c7 black pawn · f7 black pawn · g7 black pawn · h7 black pawn · b6 black pawn · c6 white king · a5 black pawn · d5 black pawn · e5 black pawn · a3 white pawn · b2 white pawn · c2 white pawn · d2 white pawn · g2 white pawn · h2 white pawn · a1 white rook · c1 white bishop · d1 white queen · g1 white knight · h1 white rook | a8 black rook · d8 black king · h8 black rook · b7 black bishop · c7 black pawn · f7 black pawn · g7 black pawn · h7 black pawn · b6 black pawn · c6 white king · a5 black pawn · d5 black pawn · e5 black pawn · a3 white pawn · b2 white pawn · c2 white pawn · d2 white pawn · g2 white pawn · h2 white pawn · a1 white rook · c1 white bishop · d1 white queen · g1 white knight · h1 white rook | a8 black rook · d8 black king · h8 black rook · b7 black bishop · c7 black pawn · f7 black pawn · g7 black pawn · h7 black pawn · b6 black pawn · c6 white king · a5 black pawn · d5 black pawn · e5 black pawn · a3 white pawn · b2 white pawn · c2 white pawn · d2 white pawn · g2 white pawn · h2 white pawn · a1 white rook · c1 white bishop · d1 white queen · g1 white knight · h1 white rook | a8 black rook · d8 black king · h8 black rook · b7 black bishop · c7 black pawn · f7 black pawn · g7 black pawn · h7 black pawn · b6 black pawn · c6 white king · a5 black pawn · d5 black pawn · e5 black pawn · a3 white pawn · b2 white pawn · c2 white pawn · d2 white pawn · g2 white pawn · h2 white pawn · a1 white rook · c1 white bishop · d1 white queen · g1 white knight · h1 white rook | a8 black rook · d8 black king · h8 black rook · b7 black bishop · c7 black pawn · f7 black pawn · g7 black pawn · h7 black pawn · b6 black pawn · c6 white king · a5 black pawn · d5 black pawn · e5 black pawn · a3 white pawn · b2 white pawn · c2 white pawn · d2 white pawn · g2 white pawn · h2 white pawn · a1 white rook · c1 white bishop · d1 white queen · g1 white knight · h1 white rook | a8 black rook · d8 black king · h8 black rook · b7 black bishop · c7 black pawn · f7 black pawn · g7 black pawn · h7 black pawn · b6 black pawn · c6 white king · a5 black pawn · d5 black pawn · e5 black pawn · a3 white pawn · b2 white pawn · c2 white pawn · d2 white pawn · g2 white pawn · h2 white pawn · a1 white rook · c1 white bishop · d1 white queen · g1 white knight · h1 white rook | a8 black rook · d8 black king · h8 black rook · b7 black bishop · c7 black pawn · f7 black pawn · g7 black pawn · h7 black pawn · b6 black pawn · c6 white king · a5 black pawn · d5 black pawn · e5 black pawn · a3 white pawn · b2 white pawn · c2 white pawn · d2 white pawn · g2 white pawn · h2 white pawn · a1 white rook · c1 white bishop · d1 white queen · g1 white knight · h1 white rook | a8 black rook · d8 black king · h8 black rook · b7 black bishop · c7 black pawn · f7 black pawn · g7 black pawn · h7 black pawn · b6 black pawn · c6 white king · a5 black pawn · d5 black pawn · e5 black pawn · a3 white pawn · b2 white pawn · c2 white pawn · d2 white pawn · g2 white pawn · h2 white pawn · a1 white rook · c1 white bishop · d1 white queen · g1 white knight · h1 white rook | 2 |
| 1 | a8 black rook · d8 black king · h8 black rook · b7 black bishop · c7 black pawn · f7 black pawn · g7 black pawn · h7 black pawn · b6 black pawn · c6 white king · a5 black pawn · d5 black pawn · e5 black pawn · a3 white pawn · b2 white pawn · c2 white pawn · d2 white pawn · g2 white pawn · h2 white pawn · a1 white rook · c1 white bishop · d1 white queen · g1 white knight · h1 white rook | a8 black rook · d8 black king · h8 black rook · b7 black bishop · c7 black pawn · f7 black pawn · g7 black pawn · h7 black pawn · b6 black pawn · c6 white king · a5 black pawn · d5 black pawn · e5 black pawn · a3 white pawn · b2 white pawn · c2 white pawn · d2 white pawn · g2 white pawn · h2 white pawn · a1 white rook · c1 white bishop · d1 white queen · g1 white knight · h1 white rook | a8 black rook · d8 black king · h8 black rook · b7 black bishop · c7 black pawn · f7 black pawn · g7 black pawn · h7 black pawn · b6 black pawn · c6 white king · a5 black pawn · d5 black pawn · e5 black pawn · a3 white pawn · b2 white pawn · c2 white pawn · d2 white pawn · g2 white pawn · h2 white pawn · a1 white rook · c1 white bishop · d1 white queen · g1 white knight · h1 white rook | a8 black rook · d8 black king · h8 black rook · b7 black bishop · c7 black pawn · f7 black pawn · g7 black pawn · h7 black pawn · b6 black pawn · c6 white king · a5 black pawn · d5 black pawn · e5 black pawn · a3 white pawn · b2 white pawn · c2 white pawn · d2 white pawn · g2 white pawn · h2 white pawn · a1 white rook · c1 white bishop · d1 white queen · g1 white knight · h1 white rook | a8 black rook · d8 black king · h8 black rook · b7 black bishop · c7 black pawn · f7 black pawn · g7 black pawn · h7 black pawn · b6 black pawn · c6 white king · a5 black pawn · d5 black pawn · e5 black pawn · a3 white pawn · b2 white pawn · c2 white pawn · d2 white pawn · g2 white pawn · h2 white pawn · a1 white rook · c1 white bishop · d1 white queen · g1 white knight · h1 white rook | a8 black rook · d8 black king · h8 black rook · b7 black bishop · c7 black pawn · f7 black pawn · g7 black pawn · h7 black pawn · b6 black pawn · c6 white king · a5 black pawn · d5 black pawn · e5 black pawn · a3 white pawn · b2 white pawn · c2 white pawn · d2 white pawn · g2 white pawn · h2 white pawn · a1 white rook · c1 white bishop · d1 white queen · g1 white knight · h1 white rook | a8 black rook · d8 black king · h8 black rook · b7 black bishop · c7 black pawn · f7 black pawn · g7 black pawn · h7 black pawn · b6 black pawn · c6 white king · a5 black pawn · d5 black pawn · e5 black pawn · a3 white pawn · b2 white pawn · c2 white pawn · d2 white pawn · g2 white pawn · h2 white pawn · a1 white rook · c1 white bishop · d1 white queen · g1 white knight · h1 white rook | a8 black rook · d8 black king · h8 black rook · b7 black bishop · c7 black pawn · f7 black pawn · g7 black pawn · h7 black pawn · b6 black pawn · c6 white king · a5 black pawn · d5 black pawn · e5 black pawn · a3 white pawn · b2 white pawn · c2 white pawn · d2 white pawn · g2 white pawn · h2 white pawn · a1 white rook · c1 white bishop · d1 white queen · g1 white knight · h1 white rook | 1 |
|   | a | b | c | d | e | f | g | h |   |

Nước đi duy nhất để không bị thua.
14... b6+
Không 14...bxc6?, Vua Trắng sẽ không còn có thể bị chiếu mat.
15. Vb5 Mxc6 16. Vxc6
Không 16.c3?? Md4+! 17.cxd4 Td7#.
16... Tb7+! 17. Vb5!
Không 17.Vxb7?? Vd7! 18.Hg4+ Vd6! và 19...Xhb8# là không thể chống đỡ.
17... Ta6+ 18. Vc6
Không 18.Va4?? Tc4! và 19...b5# là không thể tránh khỏi.
18... Tb7+ ½–½
Hòa do lặp lại một thế cờ ba lần.